# Chiesa del Gesù (Palermo)

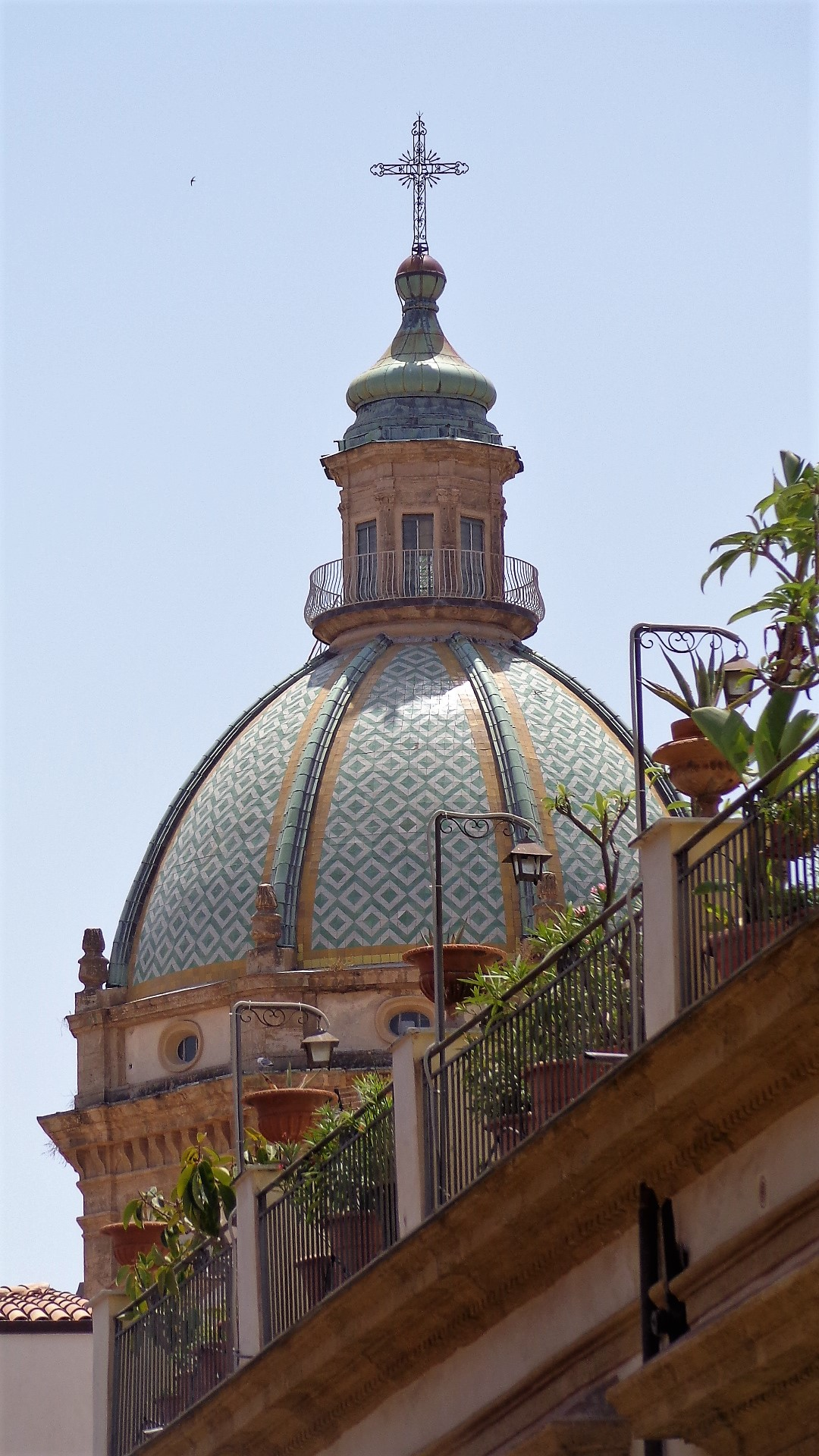
La cupola.

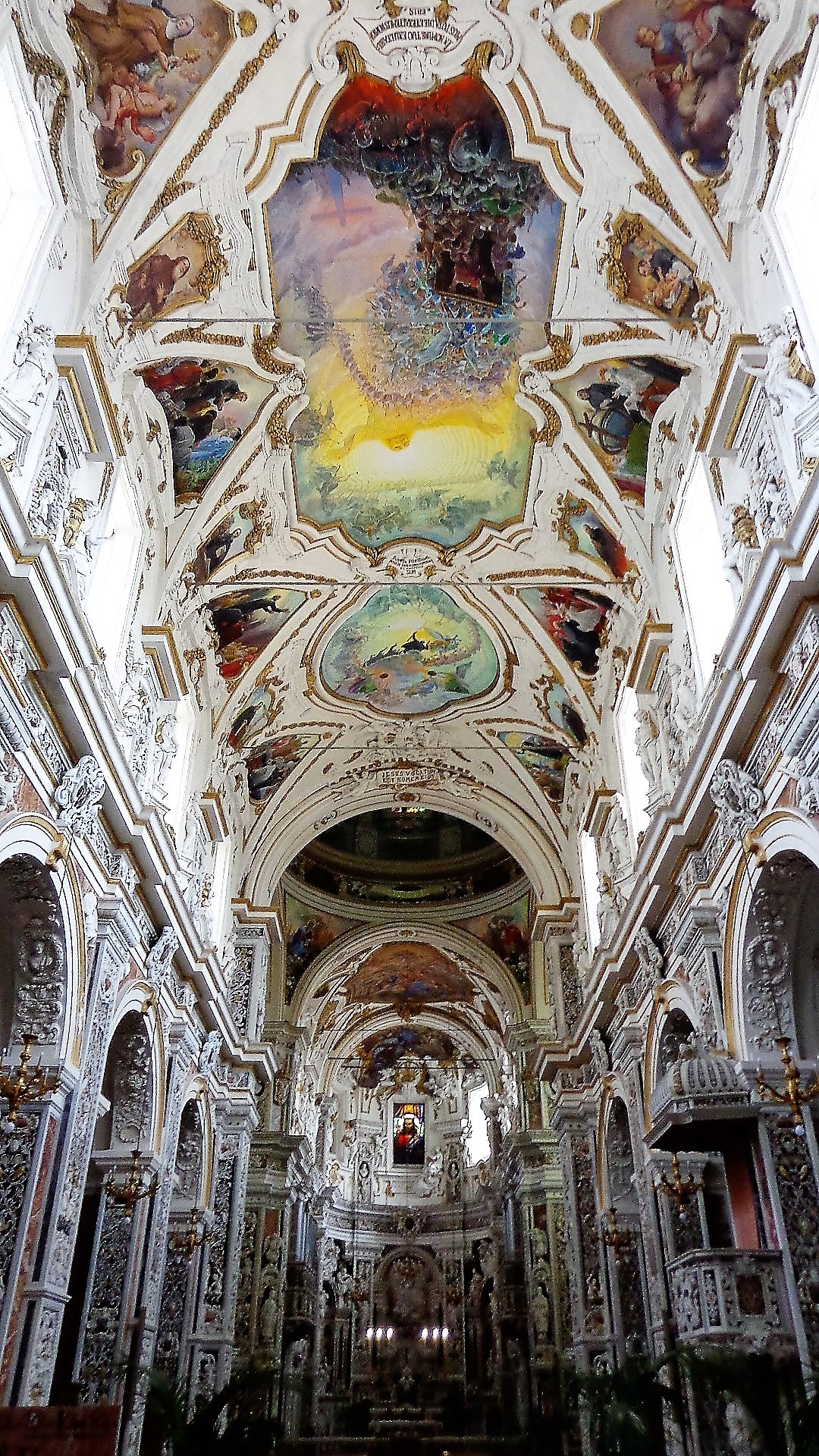
La navata centrale.

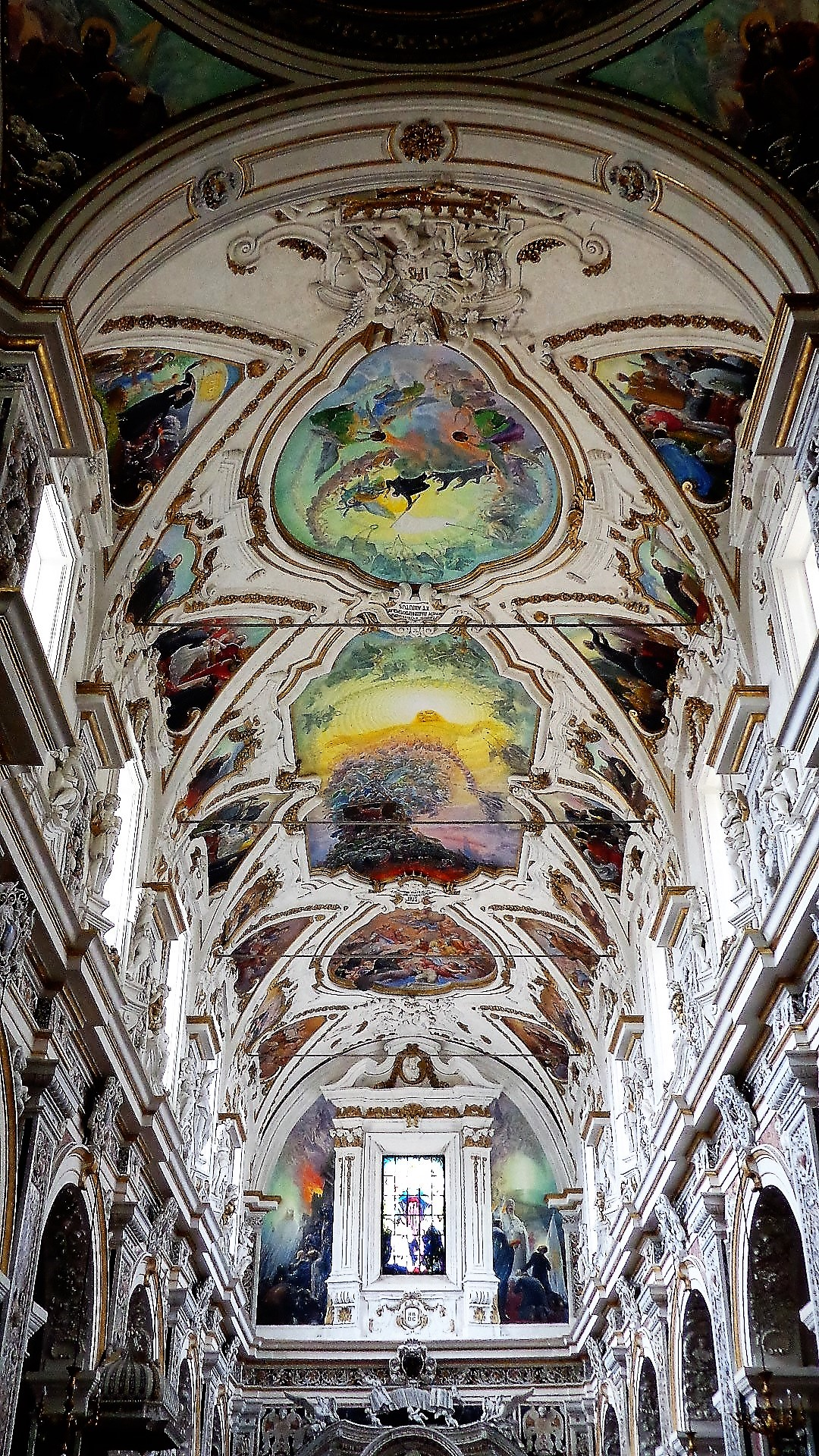
Volta e controfacciata.

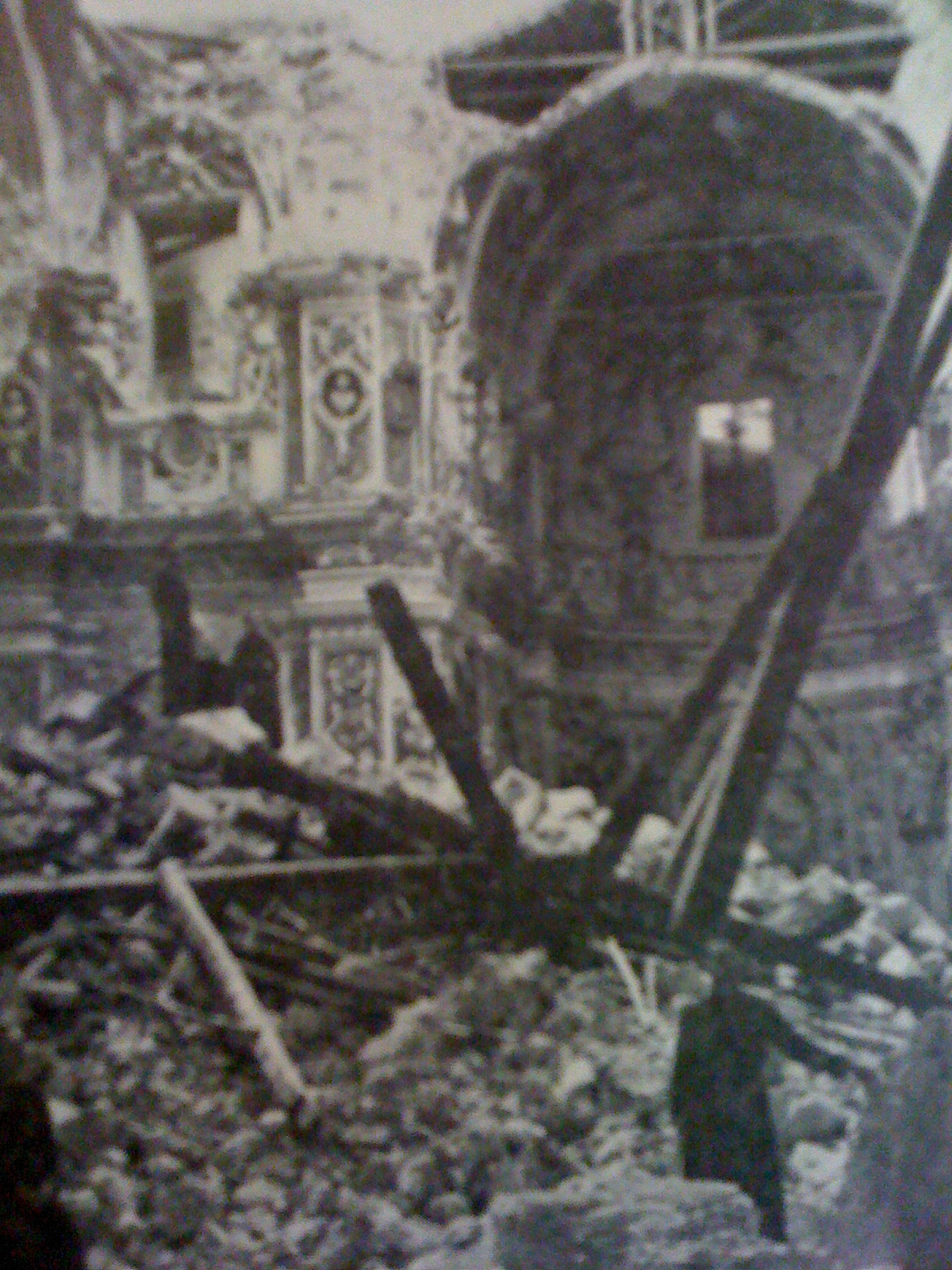
L'edificio dopo la guerra.

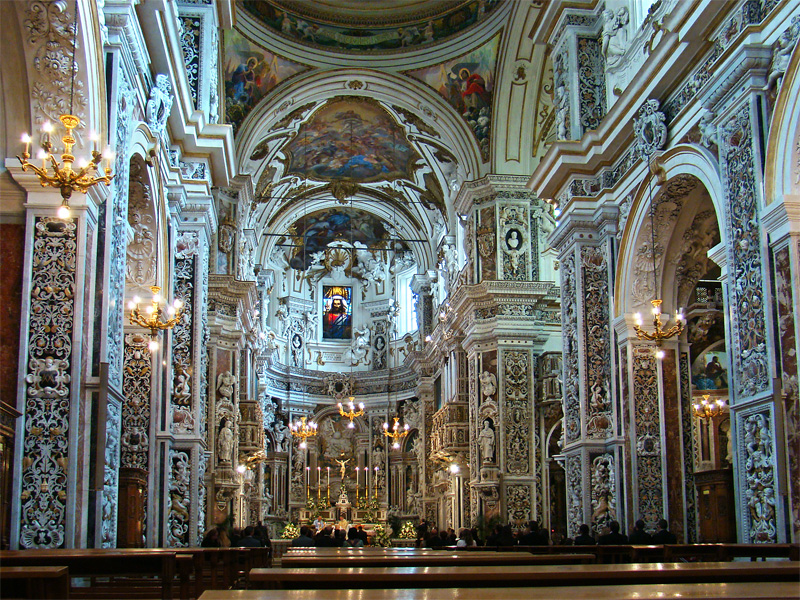
L'interno della chiesa.

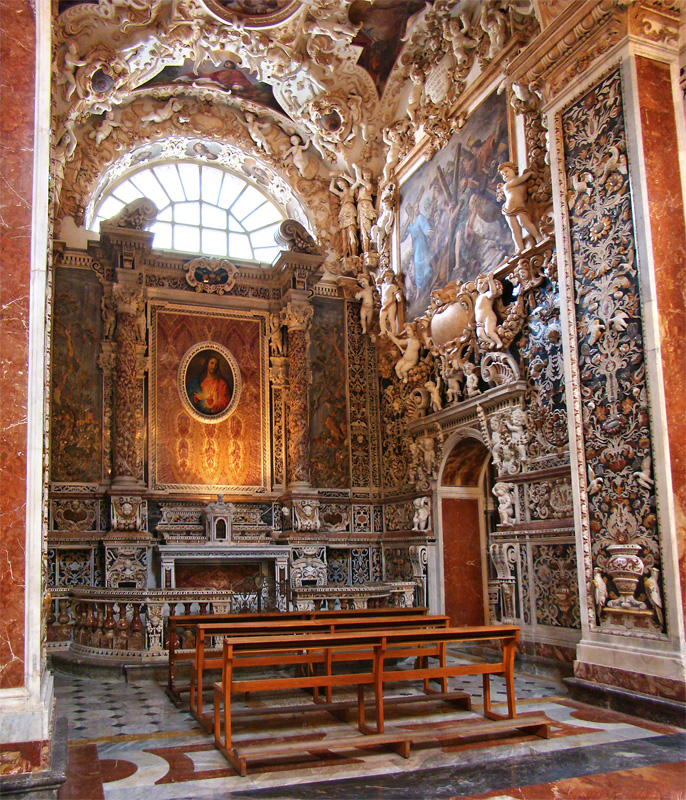
La Cappella del Sacro Cuore.

La Chiesa del Gesù, nota anche come Casa Professa, è una delle più importanti chiese del periodo tardo manierista e barocco di Palermo e dell'intera Sicilia. L'aggregato monumentale della Compagnia di Gesù è ubicato nel centro storico di Palermo nel mandamento di Palazzo Reale o Albergaria; con pertinenze e dipendenze ingloba numerosi altri edifici di culto.
Dopo quasi due anni di restauro conservativo, il 24 febbraio 2009 la chiesa rinnovata è stata inaugurata con una Santa Messa solenne presieduta dall'arcivescovo di Palermo mons. Paolo Romeo e partecipata da numerosi gesuiti e autorità civili e militari.

## Storia

### Epoca araba
- 884, È documentato il convento e il tempio di San Filippo d'Argirò fondato dai monaci basiliani[3] per opera dei genitori di San Filippo diacono palermitano.[4]

### Epoca normanna
- 1072, Roberto il Guiscardo e la moglie Sichelgaita promuovono ed edificano sul preesistente luogo di culto la badia di Santa Maria alla Grotta retta secondo la regola basiliana.[5][6] Gli storici commentatori Goffredo Malaterra, Tommaso Fazello e Rocco Pirri fanno riferimento nelle loro opere all'impianto normanno. L'attuale Cappella di Sant'Anna sovrasta la Grotta.
- 1128, Cristodulo Rozio, ammiraglio antiocheno al servizio di Ruggero II di Sicilia, finanzia l'istituzione.[5]
- 1130, Ruggero II di Sicilia dona al monastero di Santa Maria della Grotta dell'Ordine basiliano di Marsala l'isola di Mozia comprendente la chiesa di San Pantaleo e le Saline. A questi possedimenti si aggiungono la chiesa di San Giovanni Battista al Boeo sul promontorio Lilibeo, la chiesa di Santa Croce. Fuori città la chiesa di San Michele Arcangelo (o Sant'Angelo) al Rinazzo presso il feudo Farchina, la chiesa di Santa Venera e un ampio giardino in località Eraclia, l'odierna Rakalia.[7] Da Agostino Inveges a Palermo, per converso sono documentate come dipendenze della chiesa di Santa Maria della Grotta: la chiesa dei Santi Cosma e Damiano,[6] la chiesa di San Michele de Indulcis e la chiesa di San Leonardo de Indulcis rispettivamente le odierne chiesa di San Michele Arcangelo e chiesa dei Santi Crispino e Crispiniano. È documentata l'esistenza della chiesa di San Pantaleone al Cassaro.
- 1131 maggio, Decreto di Ruggero II di Sicilia, con il quale sancisce l'elevazione del monastero del Santissimo Salvatore ubicato sulla "lingua phari" di Messina a «mandra» o «Mater Monasteriorum» ossia guida di tutti i monasteri basiliani di Sicilia e di Calabria. Pertanto entrambe le abbazie di Santa Maria della Grotta di Palermo e Marsala dipendevano dall'Archimandritato del Santissimo Salvatore di Messina.

### Epoca sveva
- 1197, Enrico VI di Svevia e Costanza d'Altavilla aggregano la struttura palermitana con l'omonima chiesa di Santa Maria della Grotta di Marsala, unione confermata da bolla pontificia di Papa Innocenzo III.[8] Grazie ai privilegi concessi l'abbazia palermitana ha la supremazia numerica, di prestigio e di potere. Accentra le pertinenze basiliane appartenenti alla sede lilibea. In epoca sveva non è ricostituita la diocesi di Marsala, essa confluisce ed è amministrata territorialmente dalla diocesi di Mazara del Vallo.
- 1220, Pietro Chiaramonte, fratello del beato Atanasio Chiaramonte, è abate del monastero di Santa Maria alla Grotta.[8]
- 1498, Commendatario De Leo.[6]

### Epoca spagnola
- 1549, I Gesuiti sbarcano a Palermo insediandosi prima nelle case di Sigismondo Platamone, messe a disposizione dal Senato palermitano, presso la chiesa della Madonna della Misericordia ai «Lattarini»[9] sotto la protezione del viceré di Sicilia Juan de Vega, già promotore dell'insediamento dei Gesuiti a Messina, dove venne fondato il primo collegio della Compagnia di Gesù nel 1548.
- 1551, Successivamente la compagnia trasferisce le scuole presso la chiesa di Sant'Antonio.[9] L'«asilo degli orfani» fu temporaneamente allocato presso le strutture della chiesa di San Giacomo la Mazzara.
- 1553, Grazie al successo riscontrato nell'insegnamento, con l'intermediazione dell'imperatore Carlo V d'Asburgo,[6] i religiosi ottengono la chiesa di Santa Maria alla Grotta.[9] Ai Gesuiti è riconosciuto il diritto di sedere al ventunesimo posto nel Parlamento siciliano come rappresentanza ecclesiastica, funzione svolta da un procuratore nominato allo scopo.
- 1564 - 1577, Avvio e costruzione del primo impianto conventuale della Compagnia di Gesù sotto il patrocinio del Senato di Palermo e direzione dei lavori a cura del fratello architetto Giovanni Tristano, «consiliarius aedificiorum» in trasferta da Roma. È mutato il titolo in chiesa dei Santi Filippo e Giacomo[6] per essere in seguito cambiato in chiesa di Gesù di Casa Professa.[6][10] La costruzione della chiesa annessa iniziò contemporaneamente alla casa madre (Casa Professa). La grande costruzione venne ideata da Giovanni Tristano, sul modello della Chiesa del Gesù a Roma con unica navata con ampio transetto e ampie cappelle laterali. Agli inizi del XVII secolo per adeguarla alle esigenze di grandiosità tipiche dell'architettura gesuita, su progetto di Natale Masuccio e Tommaso Blandino furono abbattuti i muri divisori delle cappelle, ottenendo così tre navate.
- 1571 - 1586, Fondazione e edificazione del Collegio Massimo al «Cassaro»[11] per opera di Giuseppe Giacalone.

- 1604, Demolizione delle chiese e dei manufatti preesistenti compresa la chiesa della confraternita di San Cosma e Damiano. Il luogo di culto sorgeva sull'area corrispondente all'attuale Cappellone, Cappella di San Giuseppe, Cappella di San Francesco Saverio.[10] È altresì aggregata la Grotta di San Calogero. Il luogo era tradizionalmente rifugio di eremiti, in particolare San Calogero dimorò nella grotta: tuttora vi si trovano catacombe paleocristiane.
- 1606, Il venerabile Antonino Natoli da Patti, autore di diverse grazie e miracoli, visitò a lungo la Chiesa.
- 1610, Demolizione della chiesa e dell'Ospedale di San Dionisio l'Aeropagita.[10]
- 1615, Riedificazione del monumento. Rientra nelle possibilità economiche dei Gesuiti il rifacimento e l'abbellimento della chiesa. Completamento della chiesa di Santa Maria della Grotta al Cassaro.
- 1622, Anno della canonizzazione di Sant'Ignazio di Loyola e San Francesco Saverio.
- 1628, Demolizione della chiesa della Madonna delle Raccomandate e dell'Ospedale dei Convalescenti.[12]

- 1636 16 agosto, Solenne consacrazione presieduta dal cardinale Giannettino Doria.[13]
- 1658, Realizzazione e completamento della cupola. Nel processo d'ingrandimento del cantiere e nella realizzazione di nuovi ambienti si alternano alla direzione dei lavori l'architetto Alfio Vinci, per la cupola Agazio Stoia da Napoli.
- 1670, Anno della canonizzazione di San Francesco Borgia.

### Epoca contemporanea

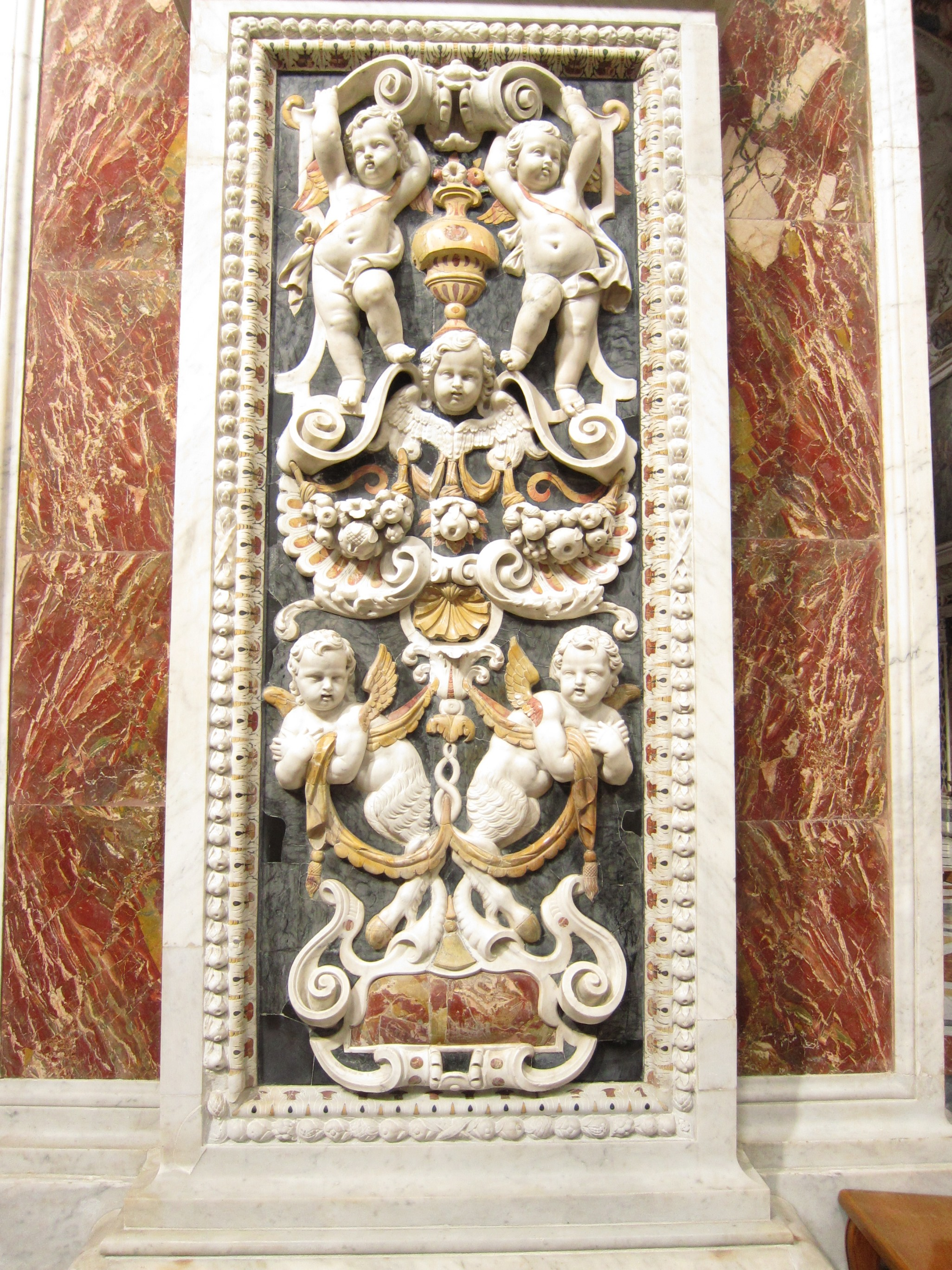
Intarsi marmorei.

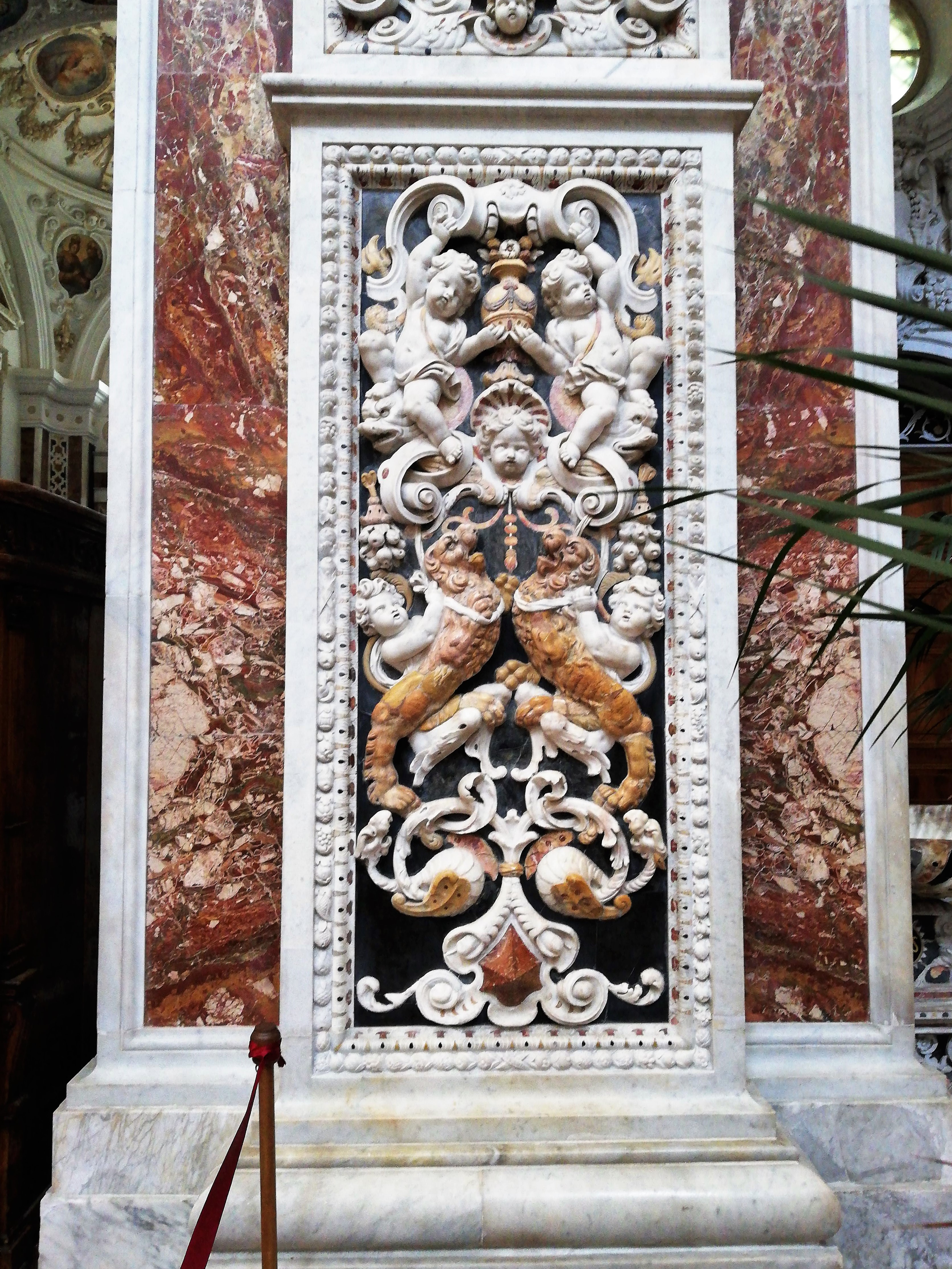
Intarsi marmorei.

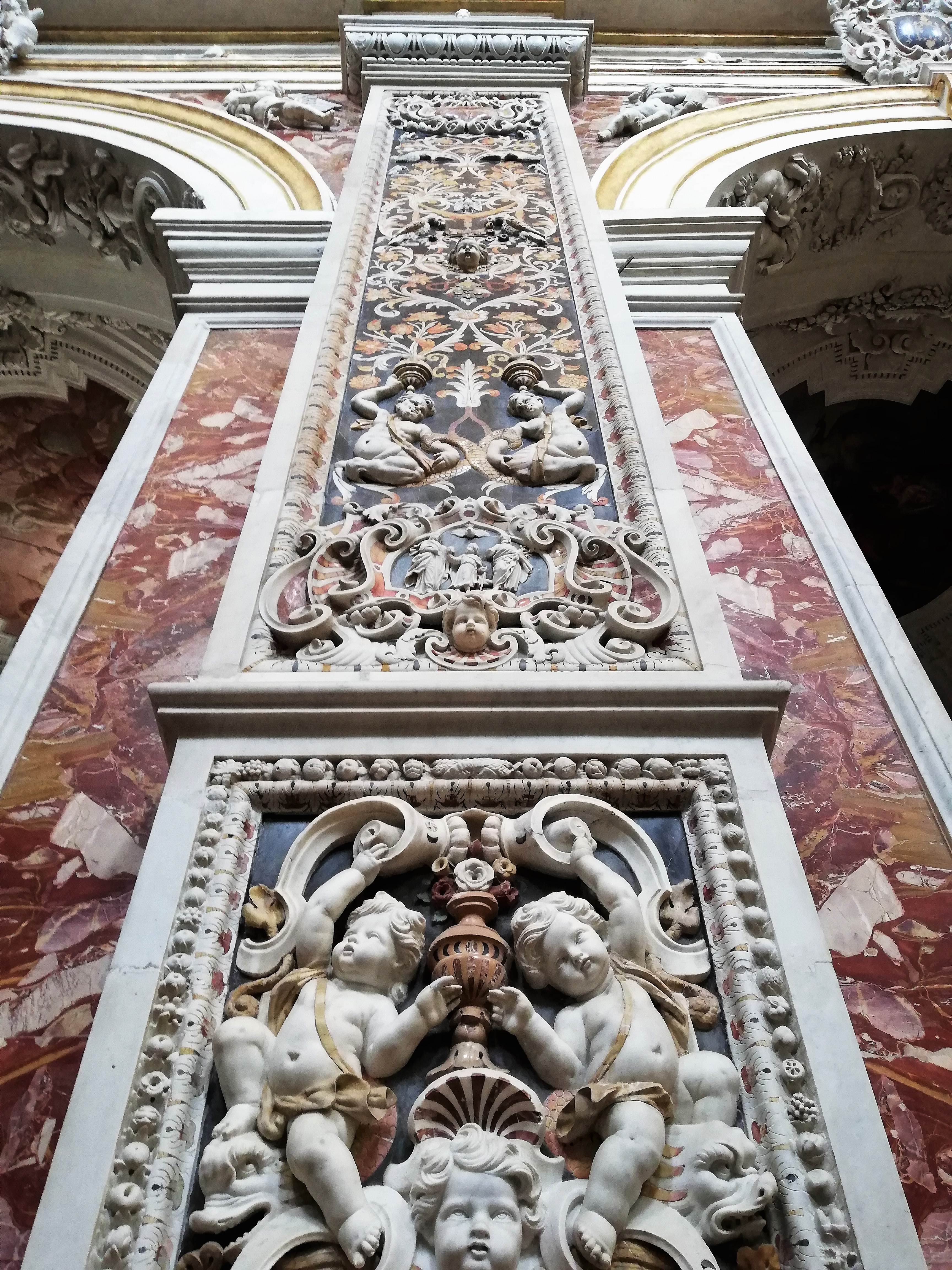
Intarsi marmorei.

- 1767, Soppressione della Compagnia di Gesù. A Palermo ai gesuiti è riconosciuto il solo compito dell'insegnamento scolastico. In tale contesto la gestione del tempio è affidata al parroco dell'Albergaria.
- 1781 20 febbraio - 1801 3 giugno, Durante i restauri della cattedrale di Palermo il Capitolo metropolitano e gli uffici parrocchiali sono trasferiti presso Casa Professa che in tale frangente assume il titolo e ricopre le funzioni di Concattedrale.
- 1805, Ristabilimento della Compagnia e restauro della chiesa.
- 1860, I Gesuiti sono cacciati da Palermo.
- 1866, Leggi eversive. Trasferimento al demanio di tutti i beni. Gran parte dei quadri e degli arredi sono asportati e collocati nel museo nazionale.
- 1892, Il cavaliere Salvatore Di Pietro, rettore di Casa Professa, ottiene tramite il ministro della pubblica istruzione Paolo Boselli che il tempio sia dichiarato monumento nazionale.
- 1937, Causa infiltrazioni è decretata la distruzione della volta pericolante e del ricchissimo ciclo di affreschi.
- 1943 9 maggio, I bombardamenti della seconda guerra mondiale pongono fine all'uso scriteriato dell'insigne monumento.  Durante un'incursione una bomba s'abbatté proprio sulla cupola della chiesa causandone il crollo che danneggiò i manufatti interni adiacenti. Andò perduta gran parte delle pitture del presbiterio e del transetto. La cupola fu interamente ricostruita con tecniche moderne che prevedevano l'utilizzo del calcestruzzo armato realizzando una struttura a doppia calotta nervata, dissimulata dai rivestimenti esterni. Il progetto ed i calcoli strutturali vennero redatti dall'ing. Giovanni Crinò (n. 1903).
- 1954 - 1956, Conclusione ciclo di restauri e riapertura al culto, l'esteso affresco della volta della navata centrale è opera di Federico Spoltore e Guido Gregorietti.

## Facciata
La facciata rivolta a settentrione, nella parte centrale è caratterizzata da un doppio ordine di lesene binate sovrapposte di colore scuro che esaltano il senso di profondità creato dal rilievo prospettico. Semplici lesene delimitano nel primo ordine gli ingressi minori sormontati da nicchie. I due ordini sono raccordati da volute con riccioli verso il basso. Chiude il frontone costituito da timpano ad archi spezzati sovrapposti e fregio centrale con cristogramma retto da volute in rilievo.
Il portale principale è costituito da colonne con capitelli corinzi sormontati da timpano spezzato ad archi sovrapposti, nella nicchia intermedia è collocata l'espressiva Madonna della Grotta, sul cartiglio la dicitura "JESUS VOCATVM EST NOMEN EIUS".
Il complesso prospettico è arricchito da statue raffiguranti santi della Compagnia di Gesù. Sul lato destro San Francesco Saverio collocato sul portale, San Francesco Regis sul vertice, San Giacomo Kisai in secondo piano e San Giovanni Soan di Gotò sul cornicione laterale. 
Le statue delle nicchie sul lato sinistro raffigurano Sant'Ignazio di Loyola collocato sul portale, San Francesco Borgia sul vertice, San Paolo Miki in secondo piano e San Francesco de Geronimo sul cornicione laterale.
Nella controfacciata fiancheggiano il portale due altorilievi o teatrini di Gioacchino Vitagliano coadiuvato dal discepolo Ignazio Marabitti raffiguranti Gesù e la Samaritana e Gesù ridà la vista al cieco. Nel vestibolo sono collocate le statue di Giaele, Giuditta e Oloferne, Rebecca, Giacobbe e Esaù, Ruth.
L'inusuale timpano spezzato (sezione tronco sferica intersecata da archi ortogonali) del portale d'ingresso che immette alla navata principale è arricchito con pregevoli opere di Ignazio Marabitti: il Cristo fanciullo e Putti su nimbi posti sotto la piccola volta, le sime arricchite da angeli con ali spiegate, l'intero manufatto sormontato da monumentale cartiglio e stemma con cristogramma IHS, in alto la finestra con vetrata dedicata a Maria diametralmente opposta a quella di Gesù posta nell'abside.

## Interno

### Navata destra
La descrizione della disposizione delle cappelle fatta da Antonino Mongitore ricalca l'attuale ordine, fatta eccezione le cappelle dedicate a San Pantaleone, ai Sette Angeli, ai Martiri del Brasile.
- Prima campata: Cappella delle Sante Vergini. Sull'altare delimitato da colonne in marmo nero con capitelli corinzi è presente il dipinto raffigurante le Vergini. Nelle nicchie laterali e nelle pareti adiacenti sono disposte statue marmoree.
- Seconda campata: Cappella dei Santi Confessori. Sull'altare è collocato il quadro dei Santi martiri Giapponesi che ritrae il sacrificio di missionari gesuiti e francescani in Giappone. Dal 1629 compatroni della città di Palermo. Sono presenti due quadroni di Pietro Novelli: San Filippo siriaco esorcizza l'indemoniato e San Paolo eremita e compagni.[2][14]
- Terza campata: Cappella dei Santi Martiri. Sull'altare delimitato da colonne in marmo nero con capitelli corinzi sormontato da timpano ad arco spezzati con stemma coronato intermedio realizzato da Francesco Scuto nel 1663, è collocato un dipinto raffigurante San Clemente Papa ritratto tra Santo Stefano Protomartire e San Lorenzo. Sulla parete destra campeggia il dipinto raffigurante la Strage degli Innocenti, sulla sinistra il Martirio dei tre Santi Martiri Giapponesi, opera di Giuseppe Spatafora realizzata nel 1655. Gli affreschi delle volte sono opere di Antonio Grano del 1704.
  - Addossato al pilastro della navata il pulpito.[15]
- Quarta campata: Cappella della Madonna di Trapani.[14] La cappella decorata con marmi mischi, delimitata da colonne in marmo nero, capitelli corinzi, timpano ad arco spezzato e simmetrico con stemma intermedio, ospita nella nicchia la statua marmorea della Madonna di Trapani, opera attribuita a Antonello Gagini. Ai lati sull'esterno, gli intarsi in marmi policromi creano l'illusione prospettica di colonne tortili tridimensionali riccamente decorate, opere di Camillo Camilliani. Alle pareti affreschi attribuiti a Rosalia Novelli: Annunciazione e Purificazione di Maria.

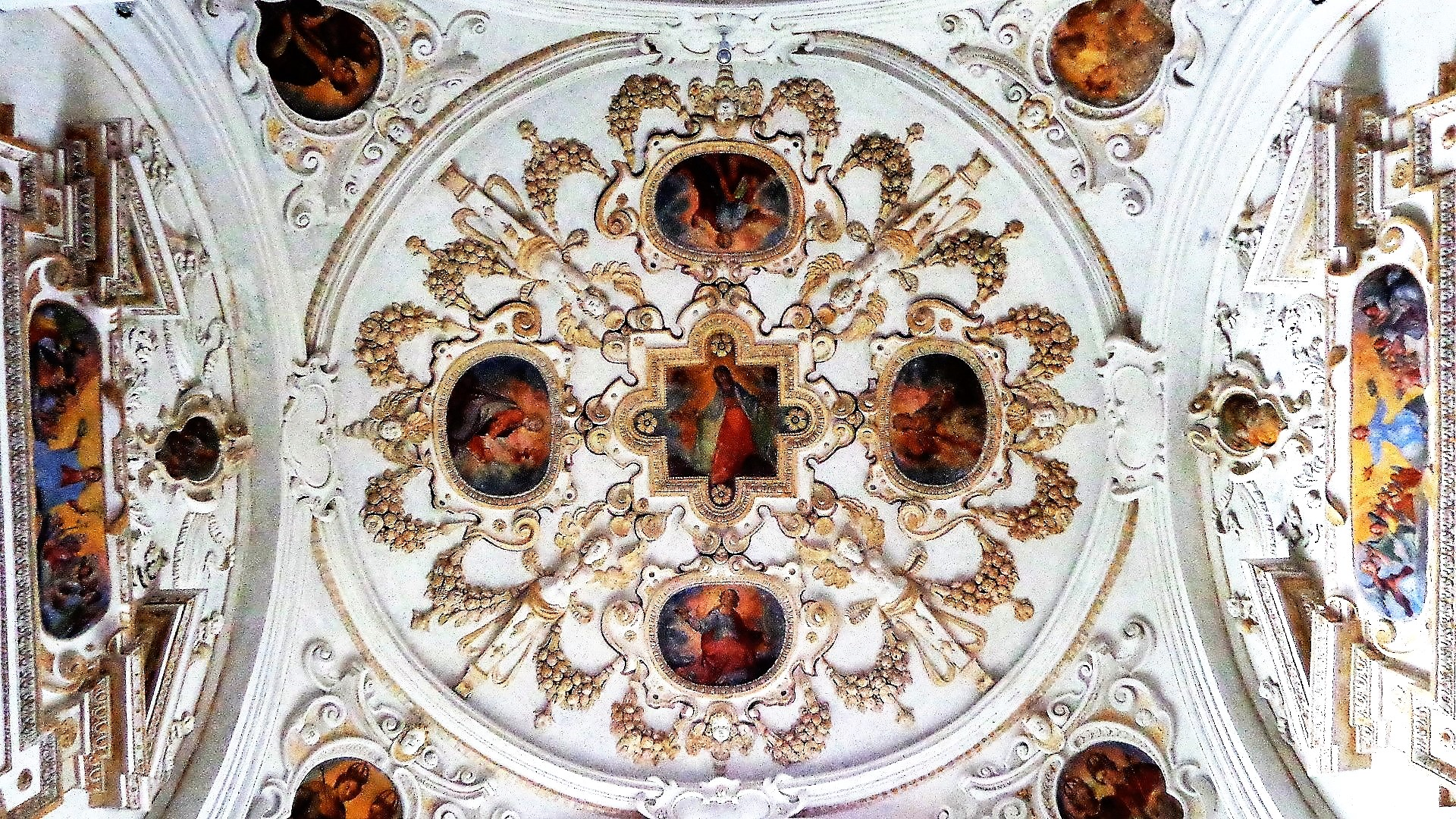
Volta prima campata.
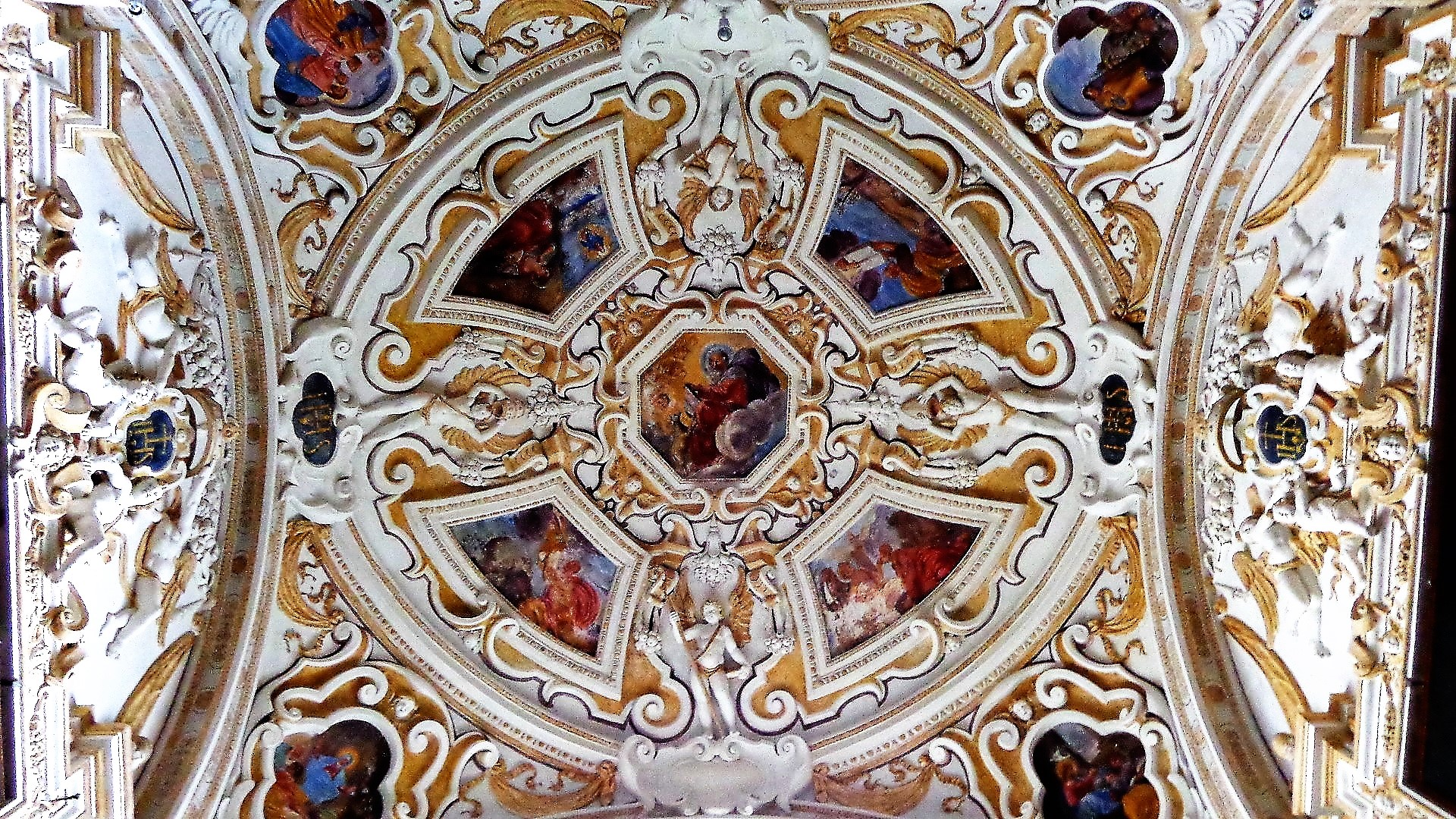
Volta seconda campata.
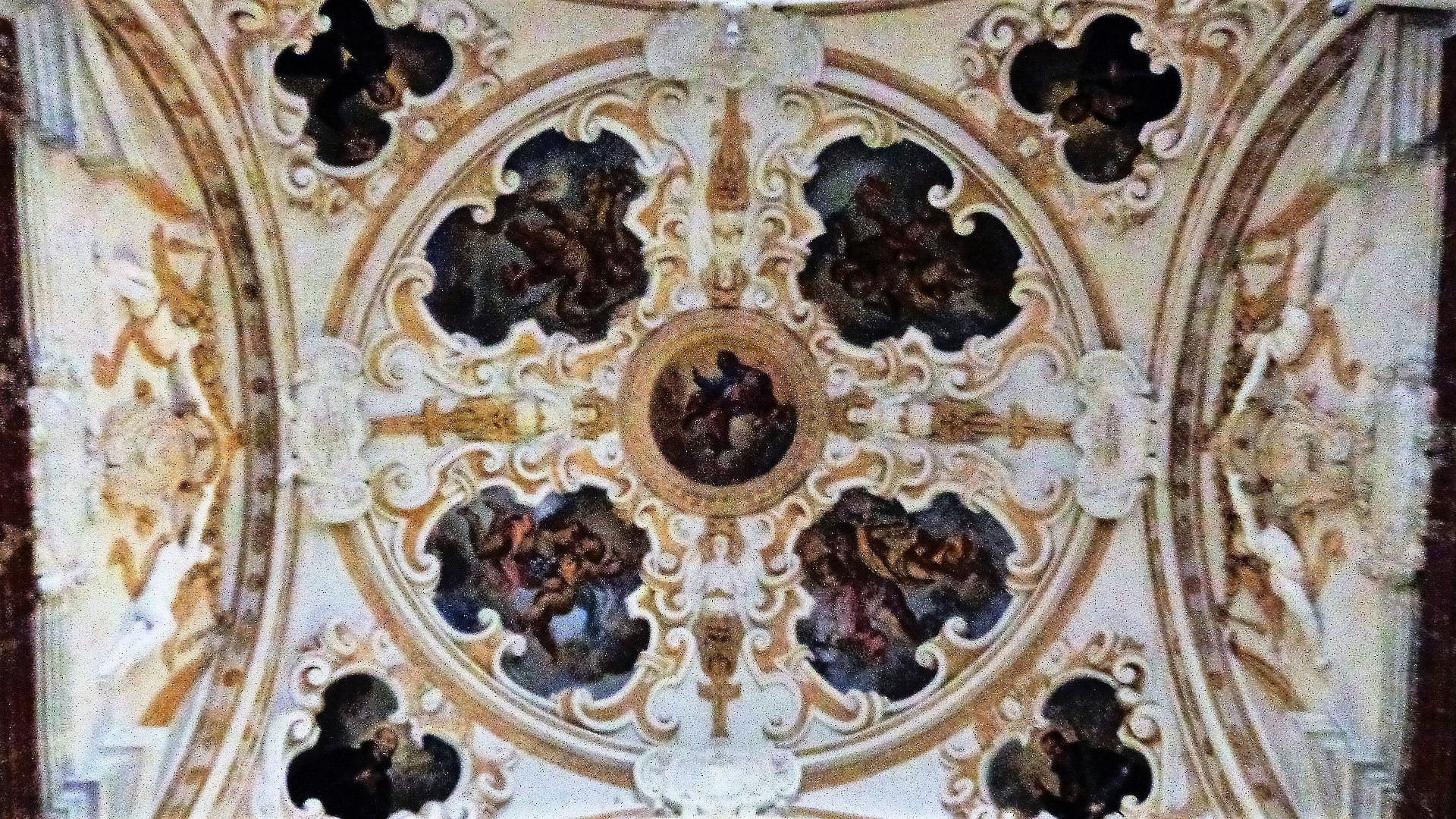
Volta terza campata.
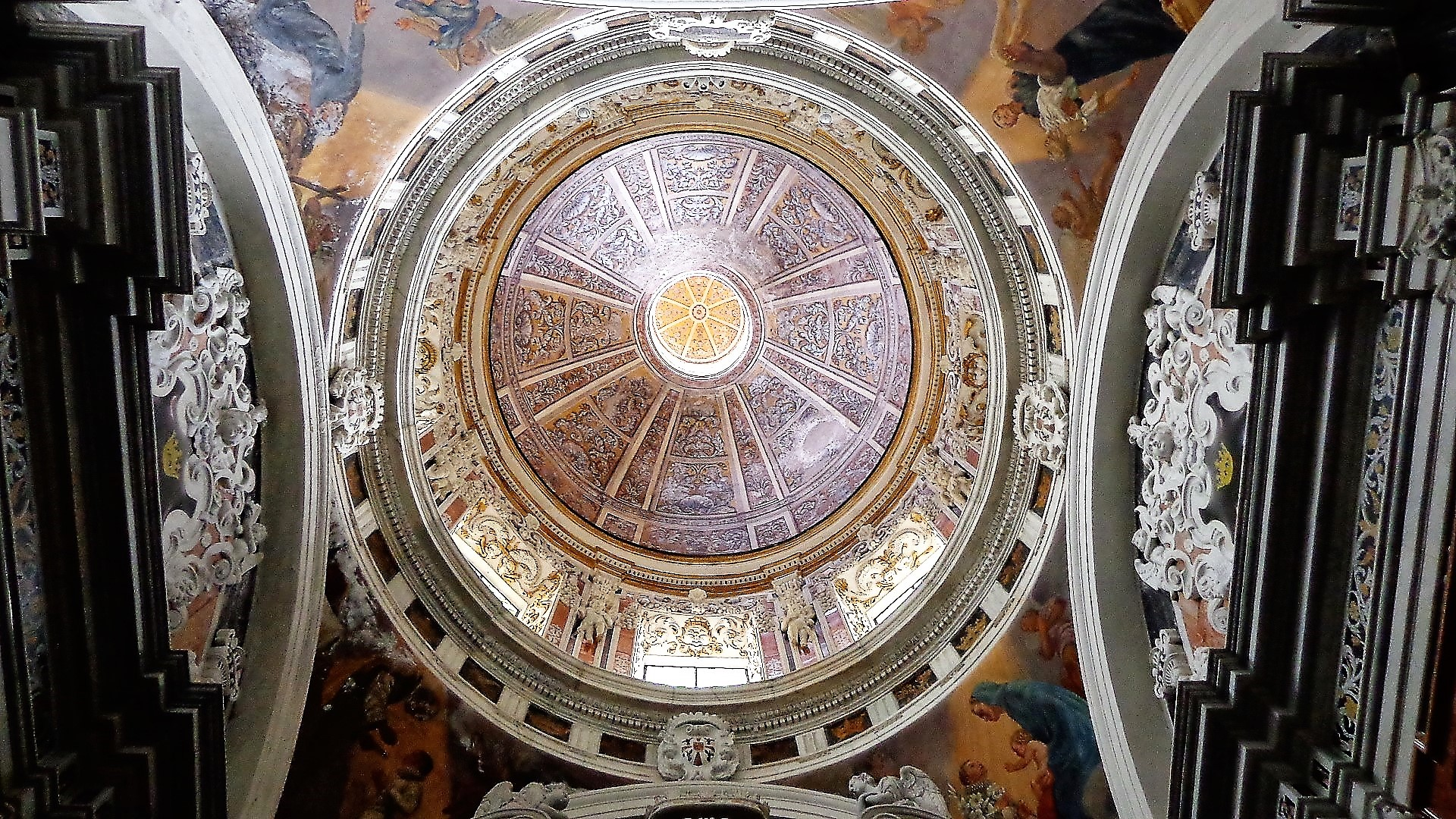
Cupola Cappella San Luigi Gonzaga.

### Navata sinistra

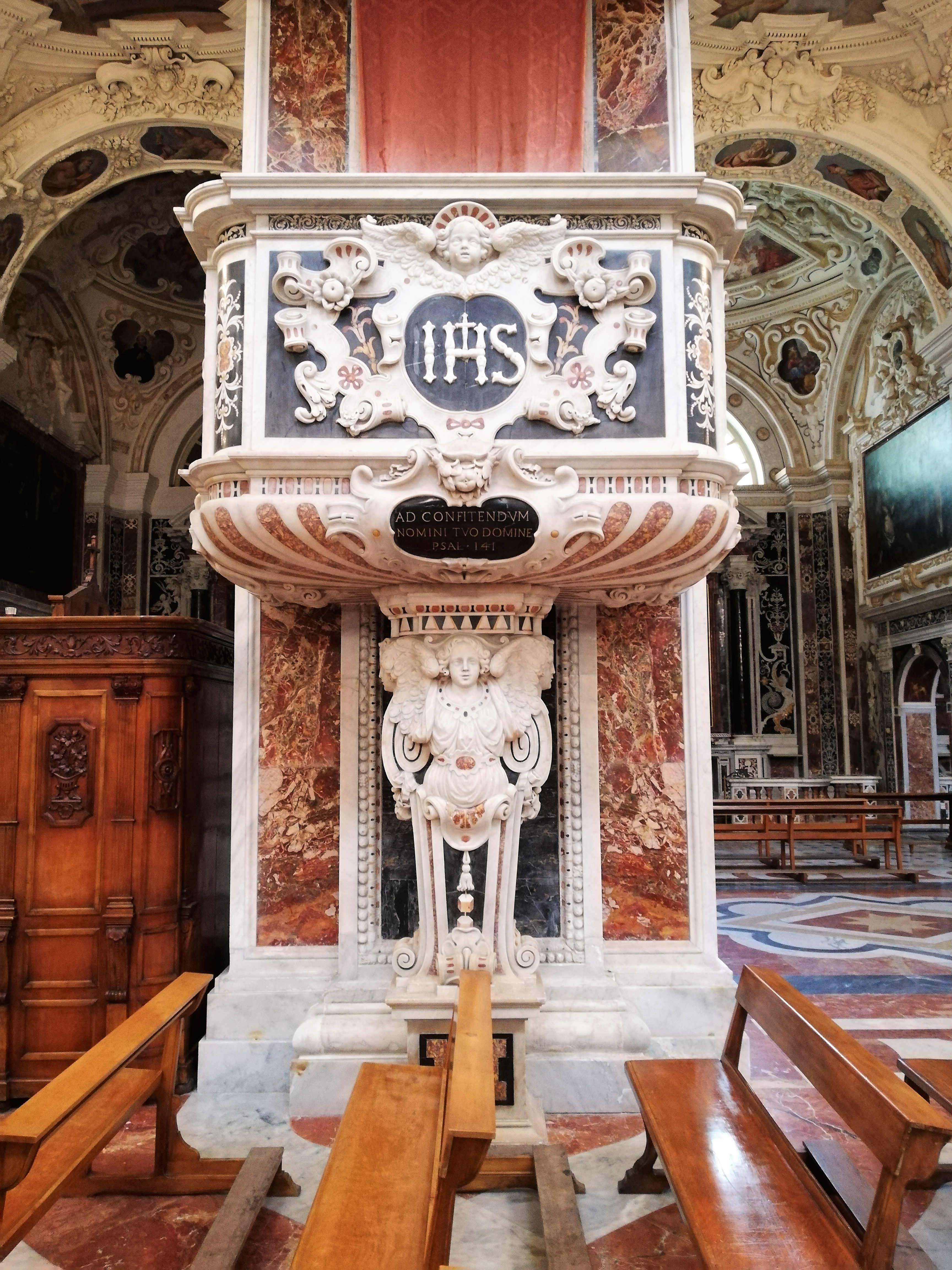
Il pulpito.

- Prima campata: Cappella di Santa Rosalia. Sull'altare delimitato da colonne tortili in marmo nero arricchite da fregio fitoforme, con capitelli corinzi sormontate da timpano ad arco spezzato, è presente il dipinto raffigurante Santa Rosalia con l'abito di monaca basiliana, opera di Vito D'Anna. Peculiarità della cappella sono i pilastri - paraste e le lesene intermedie recanti fregi e decorazioni perfettamente simmetrici e speculari.
- Seconda campata: Cappella dell'Immacolata Concezione. Ambiente parimenti conosciuto come Cappella di San Francesco Borgia, realizzato da Mariano Quaranta e Giovanni Travaglia nel 1670 anno di canonizzazione di San Francesco Borgia. Sull'altare il dipinto raffigurante l'Immacolata e San Francesco Borgia, tela di Rosalia Novelli realizzata nel 1663.
- Terza campata: Cappella del Sacro Cuore di Gesù. Un tempo primitiva Cappella dei Santi martiri giapponesi. Sull'altare delimitato da colonne tortili ornate da delicate ghirlande in rilievo, con capitelli corinzi e stemma intermedio è presente il dipinto raffigurante il Sacro Cuore di Gesù, opera di Maria Salmeri Lojacono del 1965. L'ovale contenente la sacra immagine è incastonato su lastre di marmo libeccio che formano motivi simmetrici.
- Quarta campata: Cappella del Crocifisso.[14] Sull'altare delimitato da colonne in marmo nero con capitelli corinzi sormontato da doppio timpano ad archi sovrapposti e spezzati, è collocato un Crocifisso ligneo su reliquiario barocco. Urna funeraria realizzata da Ignazio Marabitti contenente il cuore di Eustachio di Viefeuille viceré di Sicilia nel 1747.[14] Sulle pareti adiacenti sono presenti i dipinti della Crocifissione, Invenzione della Santa Croce, Deposizione, Esaltazione della Santa Croce, opere di Orazio Ferraro. L'affresco delle volte raffigura il Trionfo della Croce.

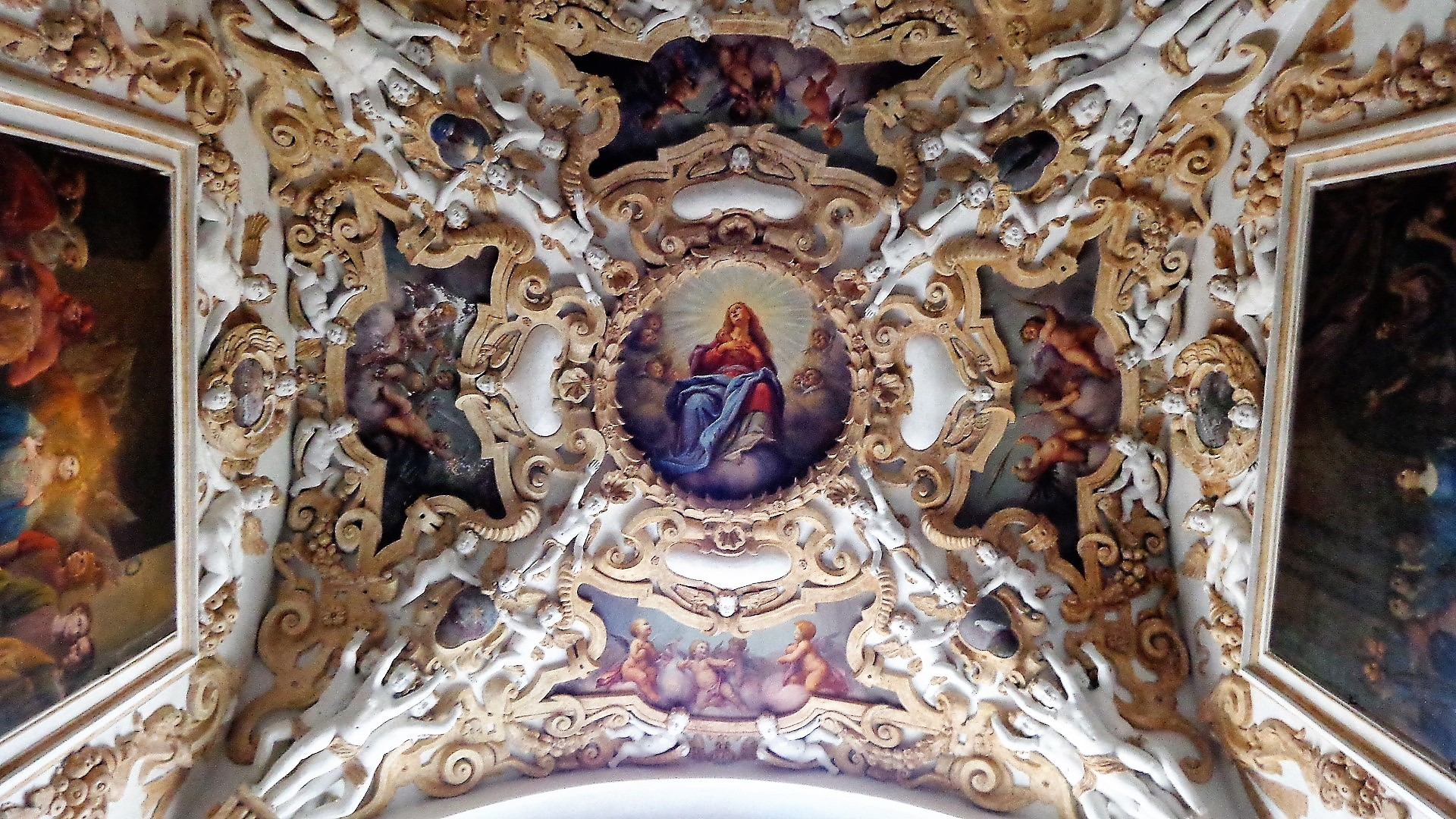
Stucchi prima campata.
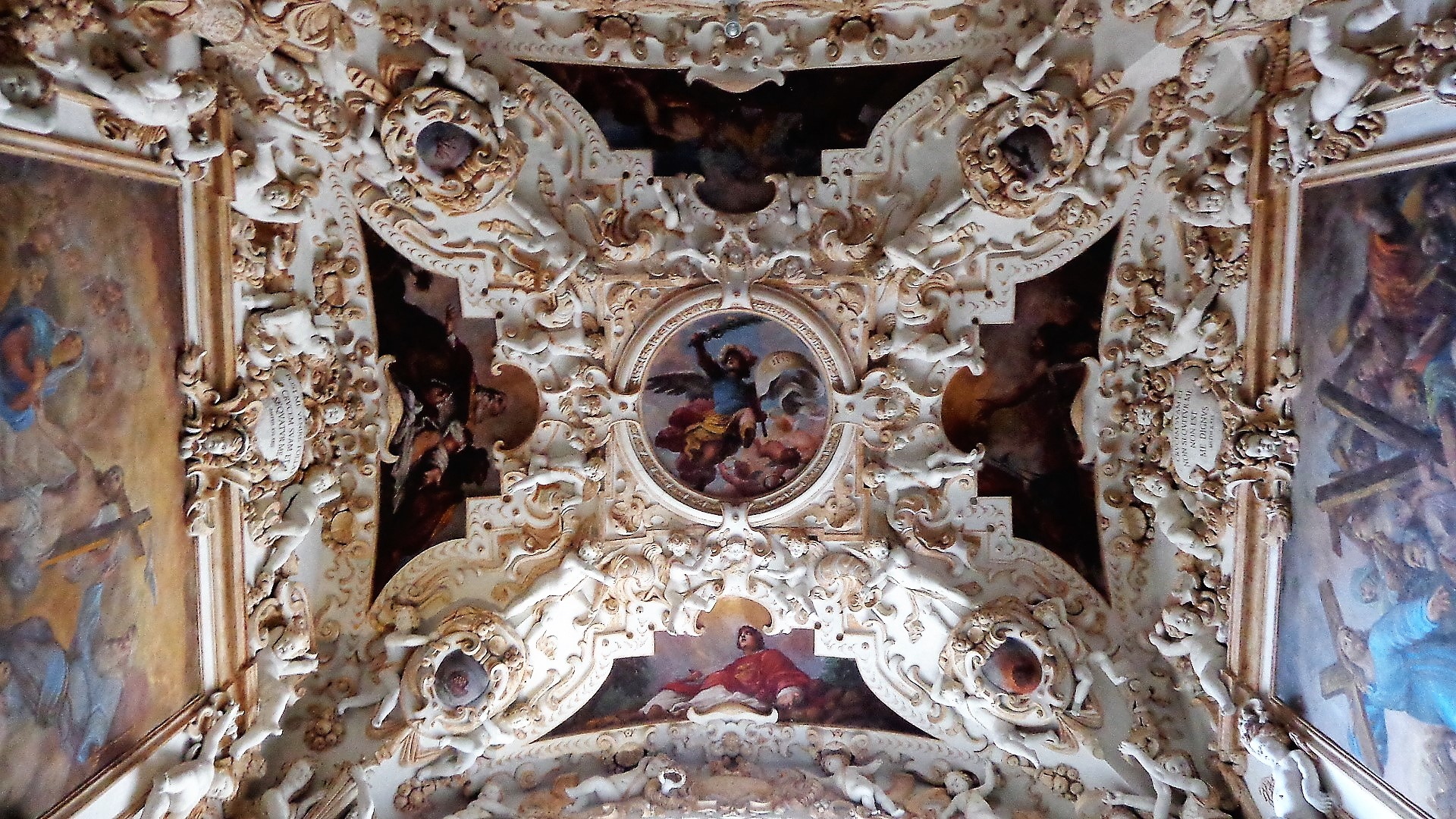
Stucchi seconda campata.
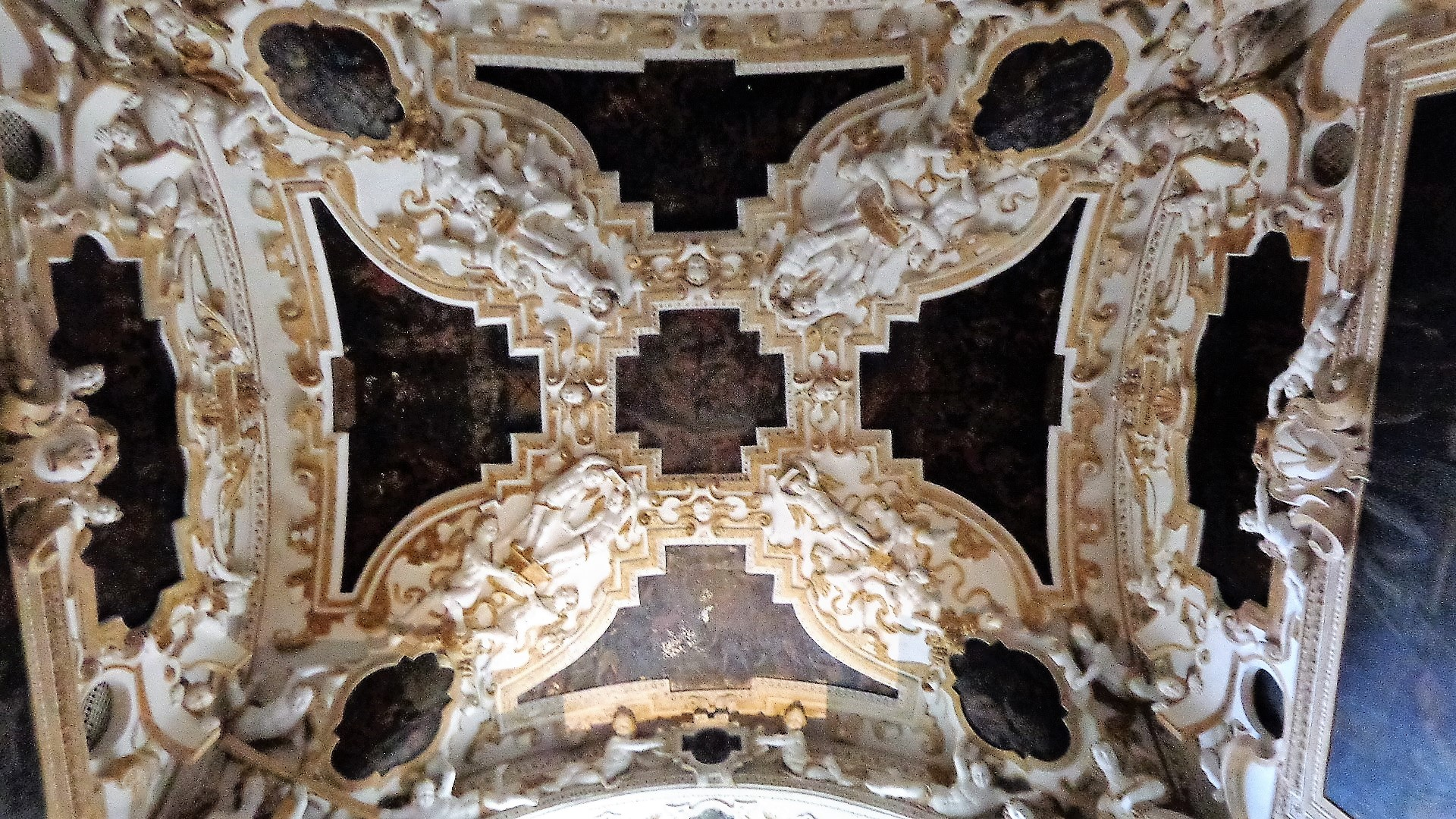
Stucchi terza campata.
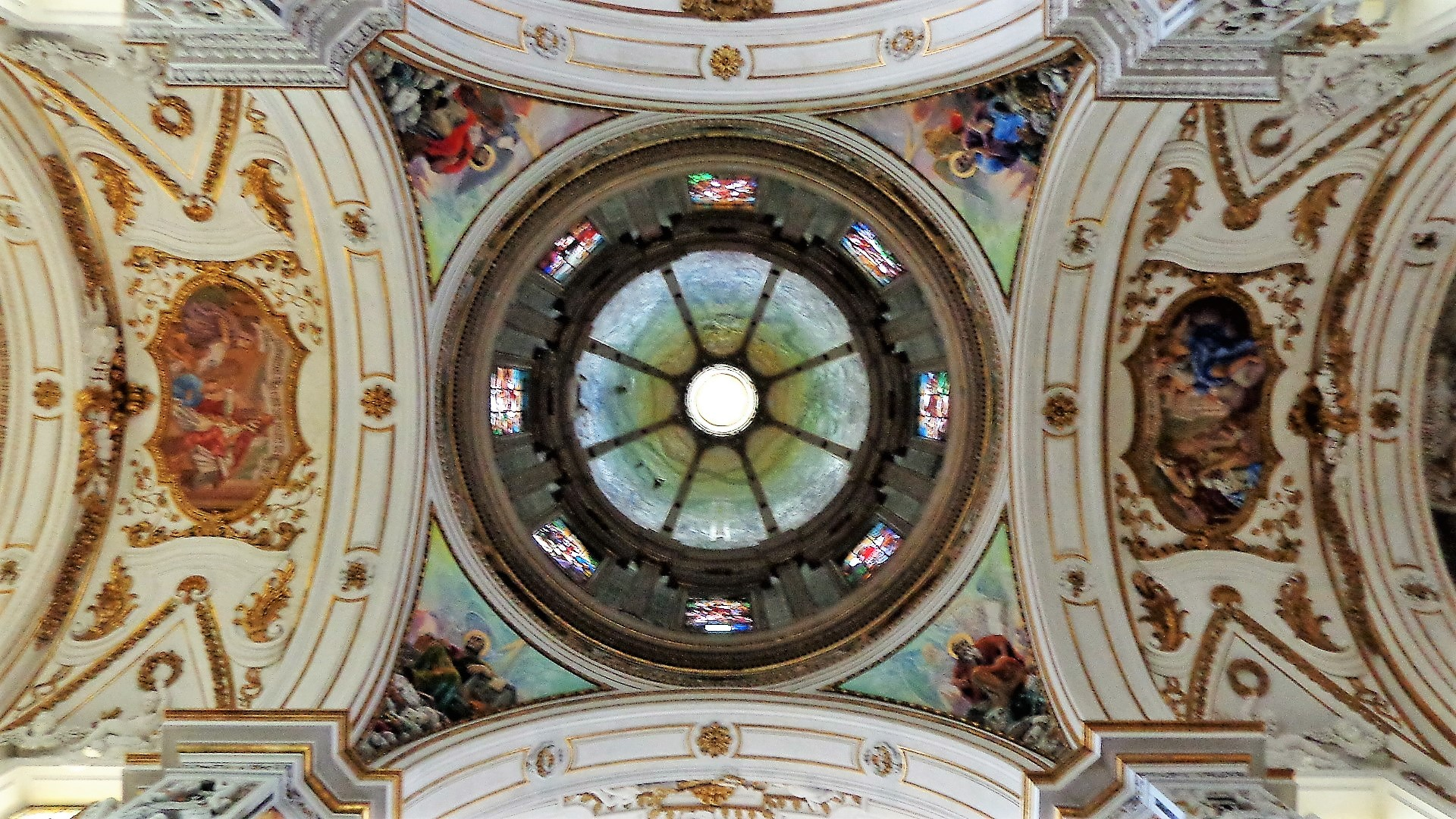
Cupola.

### Transetto

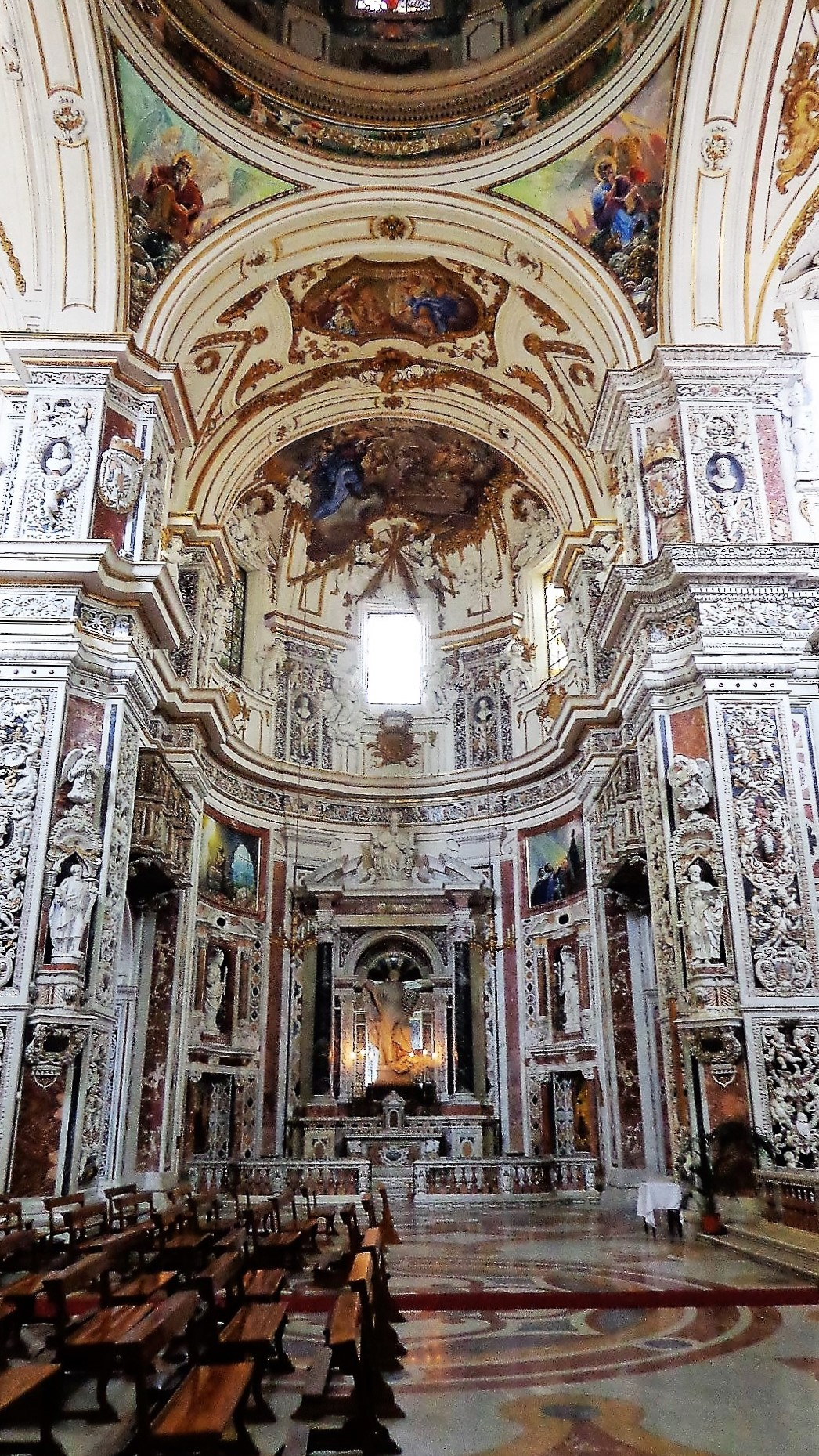
Cappella di Sant'Ignazio.

La cupola sorretta da quattro pilastri ornati da Giuseppe Musca e Antonio Candia. La realizzazione originale completata nel 1683 era affrescata da Gaspare Serenari. Collocate su mensole le statue degli apostoli coi rispettivi simboli: San Pietro, San Paolo, San Filippo, San Giacomo, esternamente le raffigurazioni dei quattro elementi: Terra, Acqua, Fuoco, Aria.
- Parete destra: Cappella di San Francesco Saverio. Sull'altare delimitato da colonne in marmo nero con capitelli corinzi sormontato da doppio timpano ad archi sovrapposti e spezzati con statua vescovile intermedia, il quadro raffigurante San Francesco Saverio di Federico Spoltore del 1953, in sostituzione del dipinto distrutto dal bombardamento. Sulla mensa un piccolo tempietto in marmo bianco con parti in agata custodisce le reliquie del santo. Realizzata nel 1622[16] e decorata nel 1677 da Paolo Amato, Antonio Grano e Giovanni Battista Ferreri. Nelle nicchie laterali sono presenti le statue di Santa Ninfa e Santa Oliva.
- Parete sinistra: Cappella di Sant'Ignazio di Loyola.[16] Proclamato patrono di Palermo nel 1624. Sull'altare delimitato da colonne in marmo nero con capitelli corinzi sormontato da doppio timpano ad archi sovrapposti e spezzati con statua vescovile intermedia opera di Salvatore Valenti, è custodita la statua di Sant'Ignazio di Loyola raffigurato nell'atto di scacciare l'Eresia, opera di Giovanni Maria Benzoni realizzata nel 1856. Nelle nicchie laterali sono presenti le statue di Sant'Agata e Santa Rosalia, insieme alle altre due disposte simmetricamente nella cappella opposta, completano il ciclo delle Sante Vergini Patrone di Palermo. L'ambiente custodisce i sepolcri di Giovanna Aragona Ventimiglia, marchesa di Giarratana e di Anna Balsamo Aragona.

#### Absidiola destra

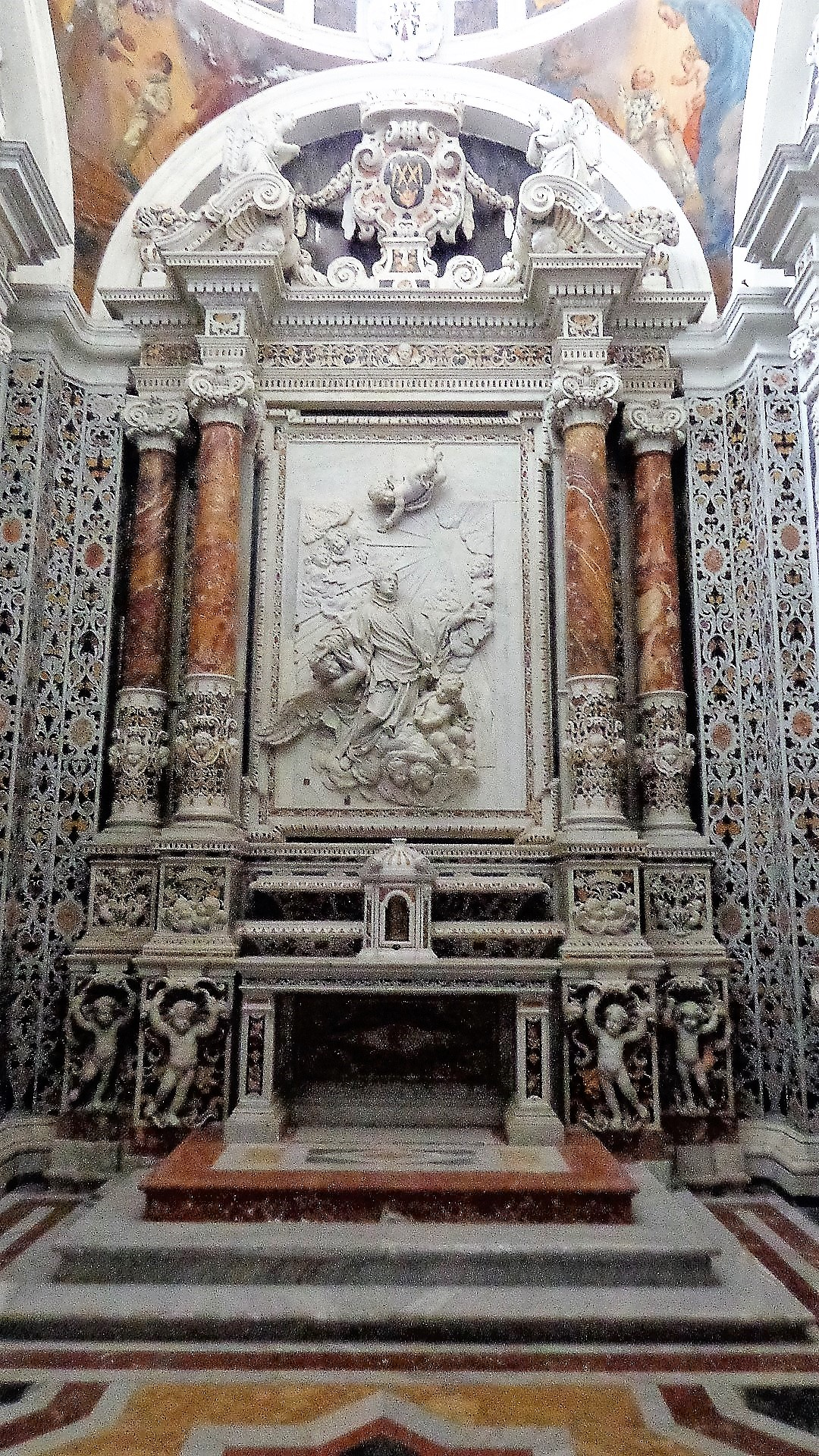
Cappella di San Luigi Gonzaga.

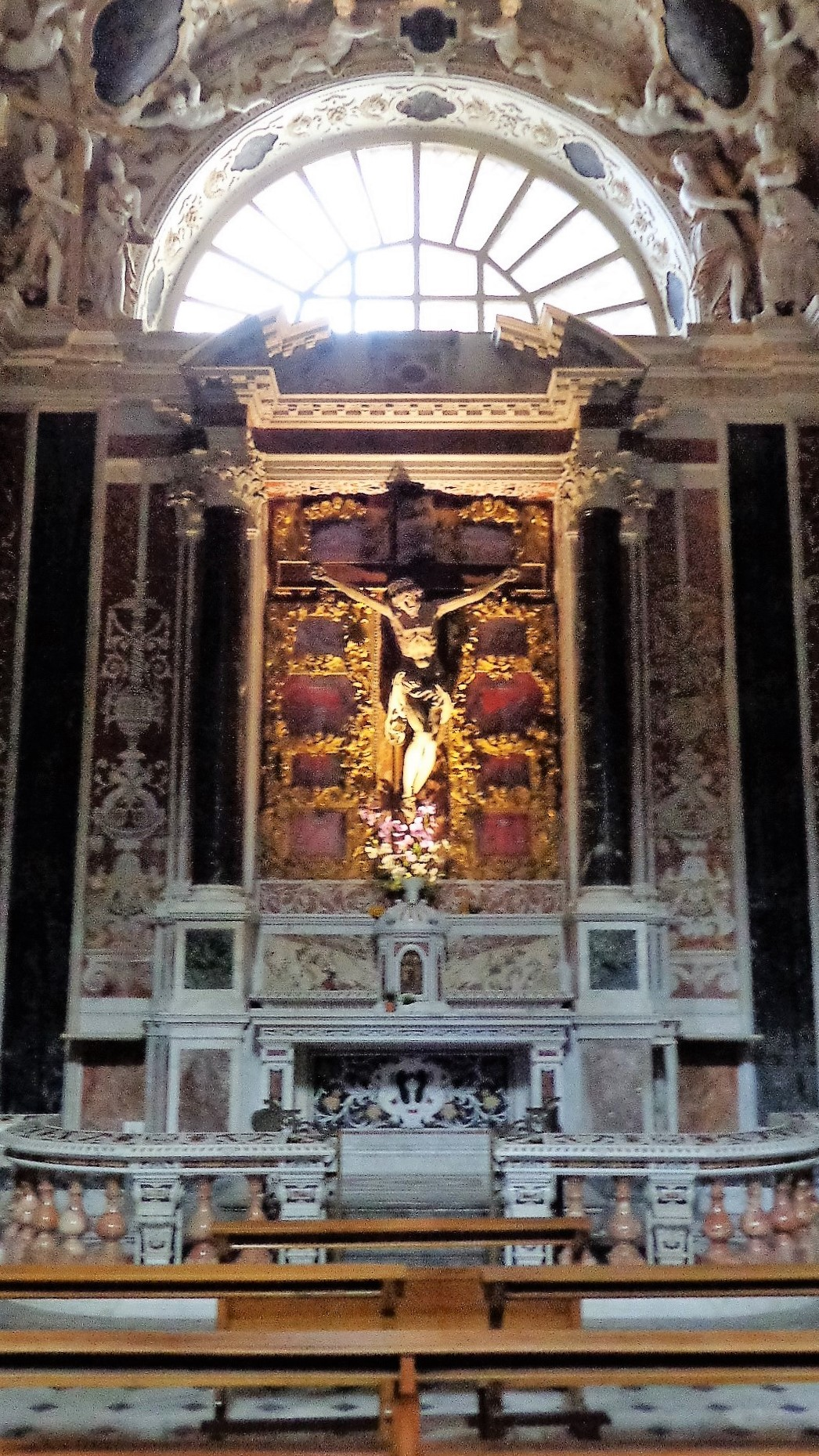
Cappella del Santissimo Crocifisso.

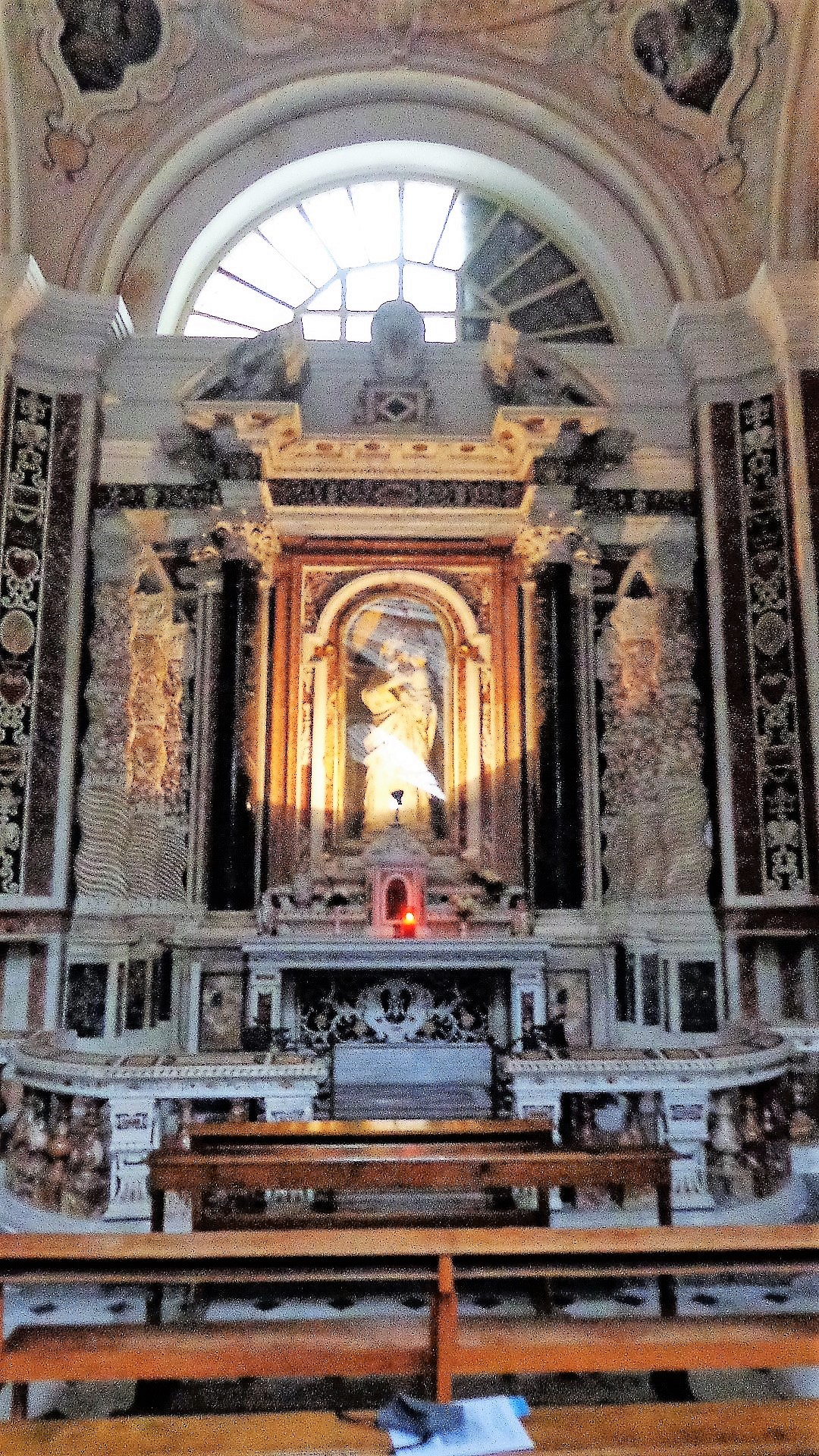
Cappella della Madonna di Trapani.

- Cappella della Sacra Famiglia.[17] Nella lunetta il Padreterno Benedicente fra putti e angeli seduti sul timpano, stucchi di Procopio Serpotta. Le colonne delimitano il dipinto di Antonio Grano raffigurante la Sacra Famiglia. 
  - Esterna: Cappella di San Luigi Gonzaga.[17] Al centro dell'altare costituito da coppie di colonne con disposizione prospettica convessa, il pregevole altorilievo San Luigi Gonzaga[18] opera di Ignazio Marabitti del 1762. Le colonne, architrave, fregio, cornice e frontespizio superiore, parimenti in marmo bianco, lavorati ad arabesco, richiamano alla memoria la famosa opera di Antonello Gagini.[19][20][21]

Nel biennio 1745 - 1747 un ulteriore trasferimento vede la Congregazione olivetana occupare le strutture della chiesa di San Giorgio in Kemonia, determinando di fatto, il completo abbandono dell'aggregato monumentale della chiesa del Santo Spirito detta «del Vespro».
Nel 1782, assenti i gesuiti da Palermo cacciati cinque anni prima in seguito alla soppressione della Compagnia di Gesù, l'altare di Antonello Gagini è disassemblato per essere destinato alla chiesa di Santa Maria della Grotta al Cassaro del Collegio Massimo dei Padri Gesuiti, ed essere ricomposto nella Cappella di San Luigi Gonzaga. L'altare è privato dei sei tondi laterali con i rilievi dei Profeti, lo scultore Giosuè Durante lo arricchisce con una cornice attorno a rilievo, una fascia scolpita a riquadri, un fregio tra le basi delle colonne e due elementi a completare l'altare in basso. La parte sotto la mensa dell'altare fu modificata da Angelo Italia.
L'altare marmoreo era stato commissionato nel 1516 dal giureconsulto Giacomo Basilicò per chiesa di Santa Maria di Monteoliveto detta «dello Spasimo». L'opera ultimata prima del 1519, incorniciava nella sopraelevazione la tela di Raffaello Sanzio intitolata Andata al Calvario e universalmente conosciuta come Spasimo di Sicilia, nome derivato dal titolo della chiesa. L'opera destinata ad abbellire l'altare maggiore per la Settimana Santa della Pasqua del 1517, dopo un rocambolesco arrivo, finì per adornare la cappella gentilizia patrocinata dalla famiglia Basilicò dopo la scomparsa del committente.
Le nuove fortificazioni della cinta difensiva di Palermo imposero il trasferimento della comunità olivetana presso la chiesa del Santo Spirito detta «del Vespro» nel 1573, identica sorte seguiranno il dipinto e il monumentale aggregato marmoreo. Entrambi i capolavori saranno alloggiati nella Cappella del Santissimo Sacramento dopo l'iniziale ostensione del dipinto sull'altare maggiore. Dopo la collocazione al Cassero nel 1928, con l'intento di trasformare la sede dei Gesuiti in Biblioteca Nazionale, molte delle opere d'arte e altari presenti nel Collegio furono smembrati. Nel 1951 il manufatto gaginiano fu sparpagliato fra il Museo archeologico regionale Antonio Salinas e Bagheria, nella sede della Compagnia di Gesù di villa San Cataldo dei principi Galletti, sede adibita a noviziato e liceo per i giovani studenti gesuiti della provincia religiosa di Sicilia e successivamente in Seminario per le Missioni Estere.
Nel 1986 si completò il censimento dei frammenti, nel 1997 molte parti tornarono allo Spasimo, con l'intento d'essere rimontato nella collocazione originaria, nel 2004 fu definito il progetto per la struttura di supporto, nel marzo 2007 il comune annunziò il via libera ai lavori di restauro. Il capolavoro giace scomposto in circa cinquanta pezzi e conservato nei magazzini del complesso monumentale. Ai giorni nostri il riassemblaggio non è stato ancora posto in essere.
L'attuale altare della Cappella di San Luigi Gonzaga, ripristinato coi restauri post bellici, ricalca verosimilmente le strutture del manufatto gaginesco. Nella temporanea rimodulazione museale anche l'altorilievo seguì le sorti dell'altare per essere incastonato definitivamente nell'attuale edicola.

#### Absidiola sinistra
- Cappella di Sant'Anna.[2] Al centro dell'altare costituito da coppie di colonne con disposizione prospettica convessa, il dipinto raffigurante la Sacra Famiglia con l'Apoteosi della Sacra Famiglia. Cupola affrescata da Pietro Novelli[2][17] e restaurata con duplice intervento da Antonio Grano rispettivamente nel 1697 e 1700. Completa l'ambiente il gruppo scultoreo su marmi mischi raffigurante la Supplica di Gioacchino e Anna e la volta prospettica con Padre Eterno e angeli. Similmente sulla parete opposta il gruppo scultoreo Ringraziamento di Gioacchino e Anna con Maria, volta prospettica con raggiera dello Spirito Santo e putti.

#### Abside
- Abside circolare. Titolare del patrocinio del cappellone la famiglia Moncada dei duchi di Bivona e Montalto erede della famiglia Luna. In seguito titolare del patrocinio la famiglia del Bosco. Le opere sono di Ottavio Melante.[15] Manufatto consacrato da Pietro Galletti vescovo di Patti il 30 settembre 1725.

- Altare maggiore.[2] Dietro l'artistico tabernacolo, su un alto piedistallo è collocata la statua del Cristo Risorto.

Sull'architrave dell'ingresso che conduce in sagrestia è inserito un tondo raffigurante Annunciazione. Sulle mensole le figure allegoriche della Fede e della Carità. Nella calotta una bellissima Trinità marmorea con globo crucigero sormontata da ricco stemma inserito sul cornicione. Al secondo ordine, delimitati da lesene con busti, due angeli decorano una vetrata raffigurante Cristo benedicente. Una raggiera con l'Agnus Dei e l'affresco delle Vergine chiudono la maestosa calotta absidale.
- Quadroni documentati dell'abside Trasfigurazione e Gesù Cristo (parabola del fanciullo).[2]
- Gruppi statuari:[2][23][24]
  - a sinistra Abigail, moglie di Nabal, placa lo sdegno di Davide di Gioacchino Vitagliano[25][26]. Sull'arco il busto di Gesù con gli evangelisti Marco e Matteo.
  - a destra Achimelech offre i pani sacri a Re Davide di Gioacchino Vitagliano[27]. Sull'arco il busto Santa Vergine con gli evangelisti Luca e Giovanni.
- Ornati e arabeschi di Nicastro di Giovanni e Matteo Ferreri.[17]
- Deposizione e Discesa di Cristo al limbo nel presbiterio.

La parte più spettacolare dell'edificio è forse la tribuna dell'abside, ornata dall'Adorazione dei Pastori (1710-1714) e dall'Adorazione dei Magi (1719-1721), bassorilievi marmorei posti sulla tribuna, di Gioacchino Vitagliano su modelli di Giacomo Serpotta.
|  | Gruppo emiciclo sx                | Catino absidale    | Gruppo emiciclo dx     |
|  | --------------------------------- | ------------------ | ---------------------- |
|  |                                   |                    |                        |
|  | Abigail placa lo sdegno di Davide | Santissima Trinità | Achimelech e Re Davide |

## Architettura
L'addobbo interno – “le cui pareti sono coperte da marmi, da tarsie, da statue e da arabeschi senza fine, che debbono aver costata immensa copia di danaro agli ambiziosi Lojolei (da Ignazio di Lojola) i quali ogn'altro tempio vollero mai sempre offuscare nella città colle loro magnifiche chiese” (C. Castone, Viaggio della Sicilia, 1793) – costituisce un importante esempio di fusione tra architettura, pittura e decorazione plastica. Particolarmente vivace è la decorazione a mischio, cioè a tarsie marmoree pregiate, composte a motivi floreali o figurati. Nel romanzo Il Gattopardo viene ricordata una visita a Casa Professa di don Pirrone, il prete di casa Lampedusa, durante una passeggiata palermitana in carrozza del Principe.
Riguardo alla decorazione a marmo mischio dell'abside di Casa Professa, “rappresenta indubbiamente l’apporto più significativo e originale della cultura artistica siciliana alla civiltà del barocco europeo; integrazione dinamica tra architettura, scultura e pittura, secondo la prassi e l'estetica secentesche, animazione ipertrofica di colori e immagini (“in guisa che senza pennello sembra opera di pennello” scrive il Mongitore). Addobbo teatrale articolato attraverso ricchi e complessi sistemi concettuali, la decorazione a mischio e a tramischio (con parti a rilievo) è anche il genere dove con maggiore chiarezza si coglie il carattere distintivo del barocco siciliano: una collaborazione tra architetti e scultori, marmorari e pittori che spesso stabilisce confini assai labili tra le diverse categorie d'artigiani, e che anzi su questa ininterrotta continuità di mestieri fonda la dimensione trionfante del grande cantiere della Palermo barocca, dalla seconda metà del Seicento ai primi decenni del Settecento.
Un'attività così intensa e prolungata esigeva la specializzazione d'intere botteghe spesso a conduzione familiare, e un'organizzazione del lavoro dove il programma concettuale fosse affidato, con una distinzione menzionata nei documenti, a marmorari, a scultori e architetti. Ma al di là dell’animazione brulicante e della ripetizione a moduli verticali derivata dalle grottesche rinascimentali e manieriste, la decorazione a mischio trovava, proprio nella composizione simbolica e dottrinale, la propria unità e il controllo di una vasta iconografia che recepiva ed elaborava un repertorio a cui l’ordine dei Gesuiti aveva dato, lungo tutto il Seicento, un contributo fondamentale recuperando il valore didascalico di molte figure ed episodi dell’arte medievale ed elaborando i modelli proposti da Ripa nella sua Iconologia.
La chiesa dei Gesuiti di Casa Professa rappresenta in questo senso l'esempio più complesso e grandioso, il più unitario nella volontà di sottoporre l'intera decorazione a mischio, gli scultori e gli architetti che negli stessi anni prestavano la loro opera ad altre chiese e cappelle, sono chiamati ad approntare il ripetitivo ma variegato repertorio d’immagini ed ornamenti all’esaltazione dottrinale e a ribadire la potenza dell’ordine”.
|  | Navata | Navata sx | Mischi | Mischi | Mischi | Mischi | Mischi | Navata dx | Navata |
|  | ------ | --------- | ------ | ------ | ------ | ------ | ------ | --------- | ------ |
|  |        |           |        |        |        |        |        |           |        |

### Organo a canne
Sulle due cantorie ai lati dell'altare maggiore, entro le casse lignee antiche, si trova l'organo a canne, costruito nel 1954 dalla ditta organaria cremasca Tamburini, uno dei più importanti della città. A trasmissione elettrica, ha quattro tastiere di 61 note ed una pedaliera concavo-radiale di 32 per un totale di oltre 4000 canne.
Prima dell crollo dovuto ai bombardamenti della seconda guerra mondiale vi era collocato un prestigioso organo della famosa ditta Serassi.

## Chiostri
Chiostro maggiore. Sul fianco a sinistra dell'abside è ubicato il chiostro quadrato lievemente sfalsato sull'asse N - S confinante con l'aggregato della chiesa di Sant'Orsola dei Negri e la chiesa dei Santi Quaranta Martiri Pisani al Casalotto. I porticati sono costituiti da 12 campate, il cortile è ripartito in 9 quadranti.
Chiostro minore. All'esterno sul fianco destro a ridosso del braccio del transetto è ubicato il chiostro quadrato. I porticati sono costituiti da 5 campate, il cortile presenta una pavimentazione con motivi geometrici.

## Cappella del Sabato

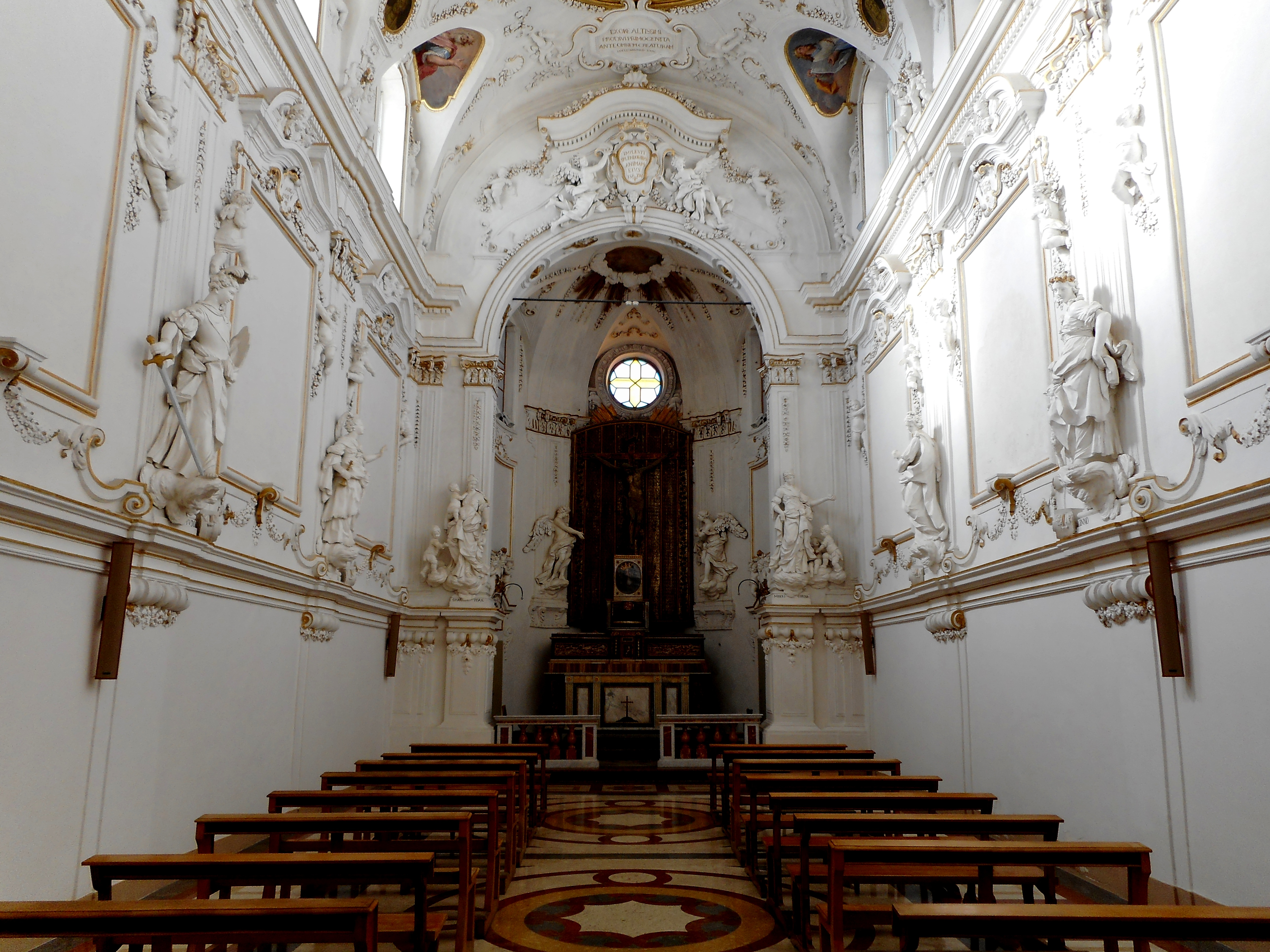
Cappella del Sabato

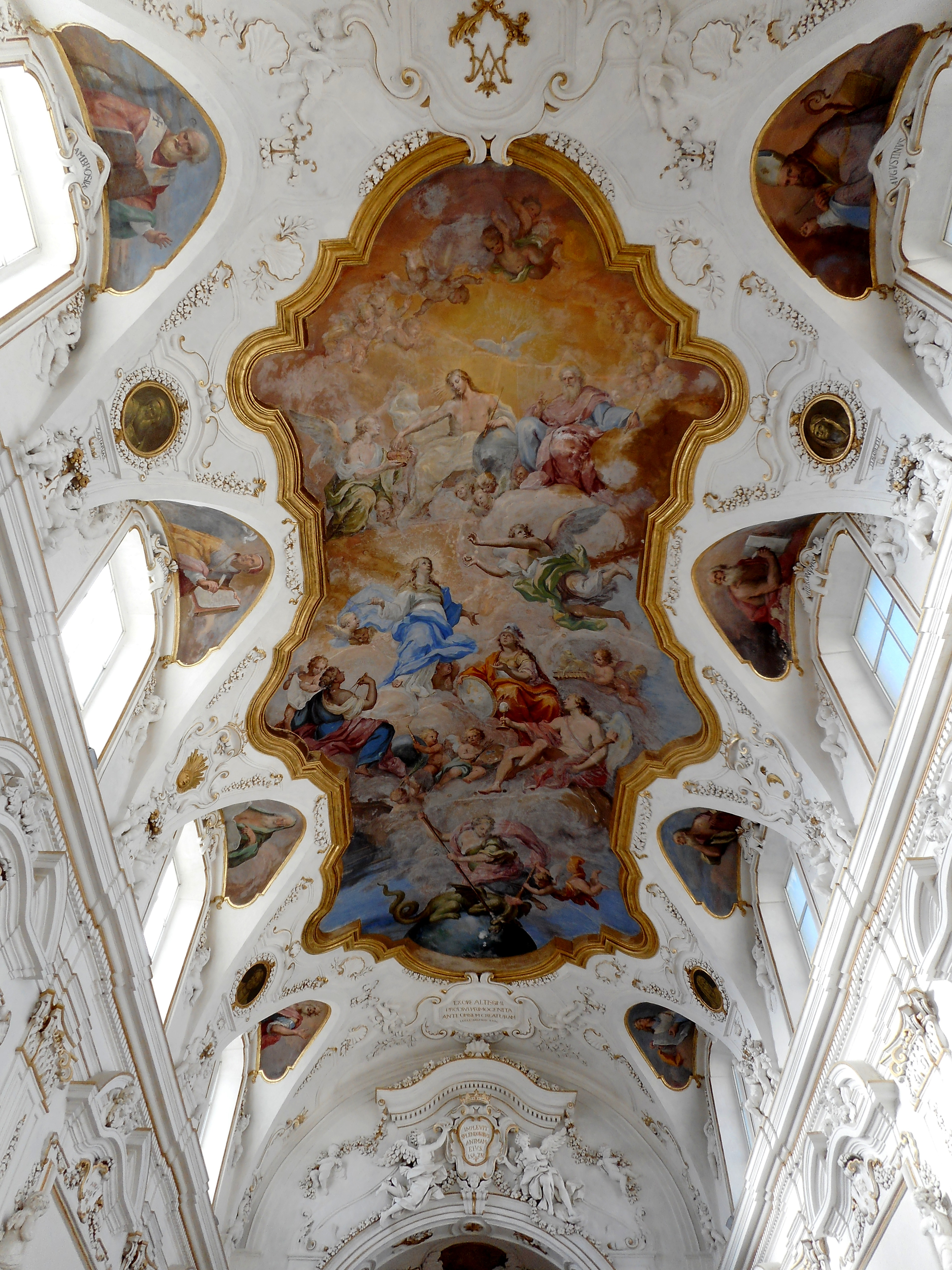
Volta della cappella del Sabato

- 1587, Fondazione della Congregazione degli Artefici sotto il titolo della «Purificazione della Vergine» presso un primitivo oratorio ubicato a sinistra della Casa Professa.
- 1646, Insediamento presso l'oratorio della Compagnia dell'Immacolata e di San Francesco Borgia fondata dai Gesuiti. Una Congregazione dei Ciechi sotto il titolo di «Maria Santissima Immacolata» è documentata nel 1863 dentro la Casa Professa dei Padri Gesuiti.[28]
- 1686, Trasferimento di quest'ultimo sodalizio nei locali all'interno dello stesso Convento.
- 1775, Con l'espulsione dei Gesuiti l'oratorio passò alla Deputazione della Biblioteca del Senato.
- XIX secolo, Al ritorno dei Gesuiti, passò alla Congregazione della Croce e Martorio di Cristo detta del Sabato sotto il titolo della «Conversione dei peccatori», fondata nel 1626 nel convento di San Niccolò da Tolentino ove si riuniva di sabato nella chiesa di Santa Maria della Grazia dei Notai, annesso al citato convento.
- XVIII secolo, Allegorie Virtù, manufatti in stucco, opere di Procopio Serpotta del 1740. Lungo l'aula le figure allegoriche delle virtù: Sapienza, Fortezza, Prudenza a sinistra; Purezza, Innocenza, Modestia a destra; Carità e Misericordia delimitano l'arco trionfale.
- XVIII secolo, Incoronazione dell'Immacolata Concezione, affresco, opera autografa di Filippo Randazzo.

## Oratorio della Santissima Annunziata dei Nobili

### Congregazione della Santissima Nunziata
Congregazione della Santissima Nunziata detta della Sagra Lega, sodalizio attestato.
- XVII secolo, Ciclo, affreschi raffiguranti San Michele Arcangelo che spiega lo stendardo del trionfo sopra Lucifero e la Beata Vergine Maria coronata dalla Triade, ornati in chiaroscuro, opere documentate nella volta del vestibolo della Congregazione della Santissima Nunziata detta della Sagra Lega, opere di Pietro Novelli.[29][30]
- XVII secolo, Annunziata, dipinto, opera commissionata a Pietro Novelli dalla Congregazione della Santissima Annunziata de' Nobili e trasferita nella libreria del monastero della basilica abbaziale di San Martino delle Scale.[31][32]

## Chiesa di San Filippo di Agira
- 884, Per grazia ricevuta i genitori di San Filippo diacono palermitano[4] fondano il convento e il tempio di San Filippo d'Argirò retto dai Monaci basiliani dedicato a San Filippo Siriaco.[3]

## Chiesa di San Pantaleone
- 1586, Demolizione della chiesa di San Pantaleone al Cassaro di rito greco per l'edificazione della chiesa di Santa Maria della Grotta al Cassaro e del Collegio Massimo dei Gesuiti.

## Chiesa della Madonna delle Raccomandate
Con la demolizione della chiesa, l'altare, il portale sono assemblati nella Chiesa di Santa Teresa alla Kalsa, altre suppellettili ivi trasferite.

### Ospedale di Santa Maria la Raccomandata
Altrimenti noto come Ospedale dei Convalescenti. Nel 1431 l'ospedale è accorpato all'Ospedale Grande e Nuovo.

## Le quattro chiese

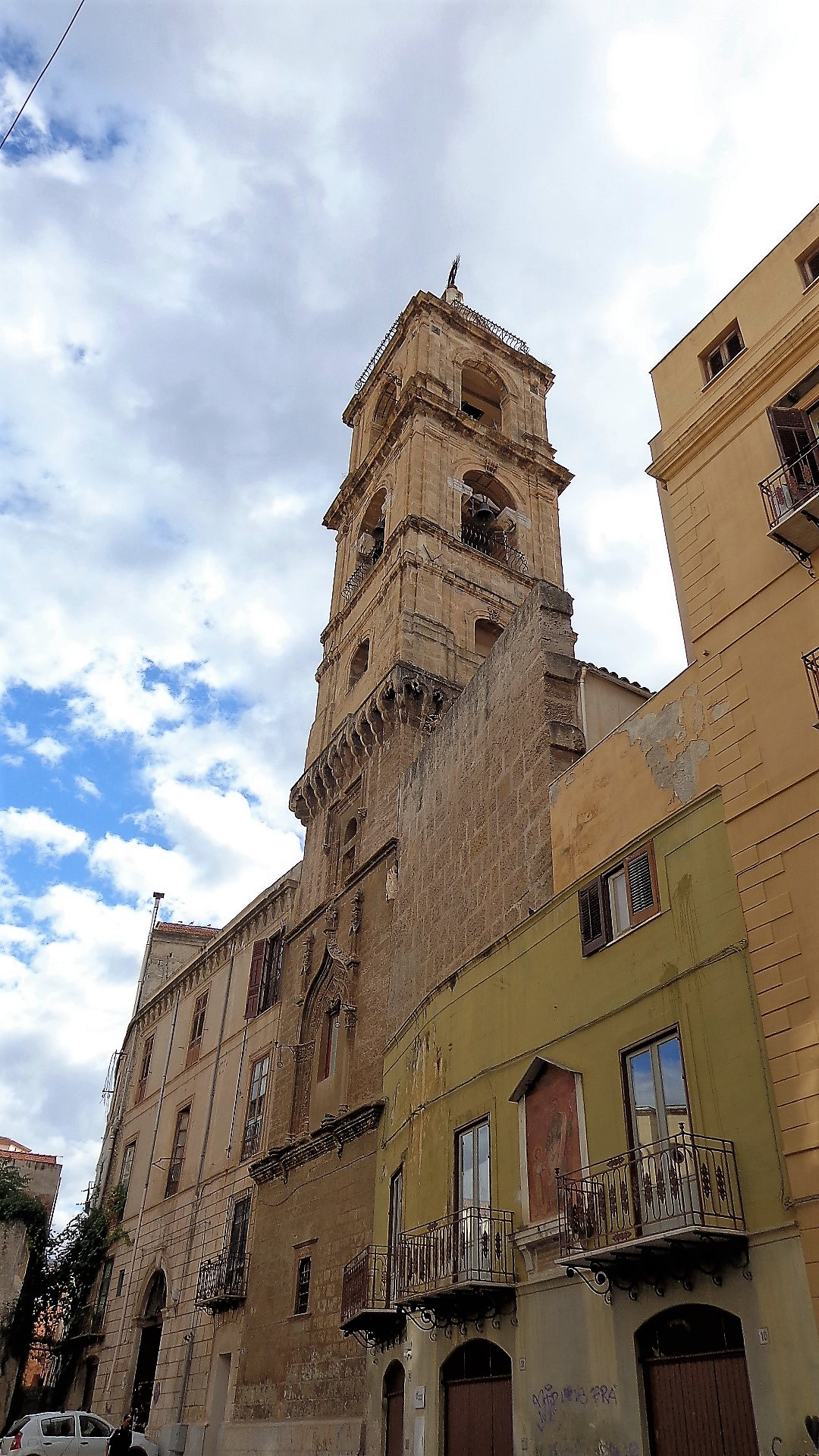
Torre merlata di Palazzo Marchesi (XV secolo) sulla quale nel 1731 fu innalzato campanile barocco della vicina chiesa del Gesù o Casa Professa.

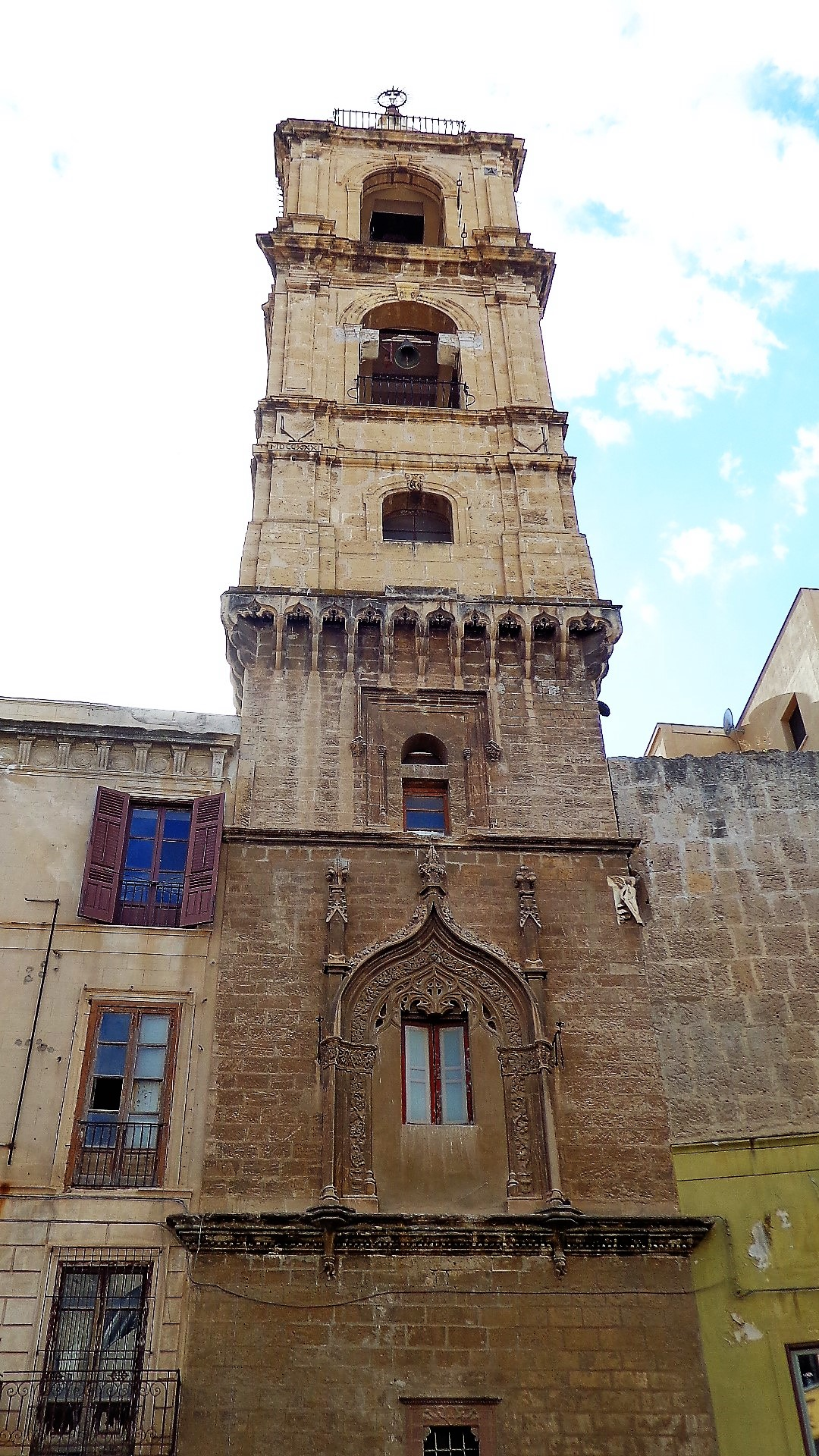
Torre merlata di Palazzo Marchesi.

- 1149, Gli storici commentatori Agostino Inveges, Tommaso Cannizzaro documentano quasi uniti gli edifici delle quattro chiese sorte verosimilmente sull'area ove in epoca araba erano ubicate le terme pubbliche.[34]

### Chiesa di San Michele Arcangelo
La chiesa di San Michele Arcangelo o chiesa di San Michele de' Indulciis, è luogo di culto documentato in epoca normanna edificato sulla primitiva chiesa di Santa Maria la Grotta. Struttura oggi adibita a sede della Biblioteca comunale di Casa Professa.

### Chiesa di San Leonardo de' Indulciis
Chiesa di San Leonardo de' Indulciis o chiesa di San Leonardo dei Greci.

### Chiesa dei Santi Cosma e Damiano
Chiesa antica dei Santi Cosma e Damiano. Fino al 1604, anno del trasferimento della Compagnia presso la chiesa di San Rocco, il tempio ospitava la tavola di Pietro Ruzzolone del 1497 raffigurante i Santi Cosma e Damiano.

#### Confraternita dei Santi Cosma e Damiano
- La chiesa e l'oratorio della Confraternita costituivano una parte delle primitive dipendenze della Compagnia di Gesù.[6]

### Badia di Santa Maria alla Grotta
Chiesa di Santa Maria de Crypta o Badia di Santa Maria alla Grotta.
- 1072, Gli storici commentatori Goffredo Malaterra, Tommaso Fazello e Rocco Pirri fanno riferimento nelle loro opere all'impianto normanno promosso e potenziato da Roberto il Guiscardo e dalla moglie Sichelgaita ubicato presso il preesistente luogo di culto Badia di Santa Maria alla Grotta retta secondo la regola basiliana.[5]
- 1511, Lapide sepolcrale, manufatto marmoreo documentato realizzato da Giuliano Mancino, opera commissionata dal cappellano Gregorio Cipollina.[39]

## Chiesa dei Santi Filippo e Giacomo
Chiesa antica dei Santi Filippo e Giacomo.

### Confraternita dei Santi Filippo e Giacomo
- La chiesa e l'oratorio della Confraternita costituivano una parte delle primitive dipendenze della Compagnia di Gesù.[6]

## Grotta di San Calogero
Chiesa ipogea.

## Chiesa di San Dionisio
- Chiesa e ospedale di San Dionisio l'Aeropagita.[12][33] Nel 1431 l'ospedale è accorpato all'Ospedale Grande e Nuovo.
- 1610, Demolizione delle strutture.[10]

## Chiesa dei Santi Crispino e Crispiniano

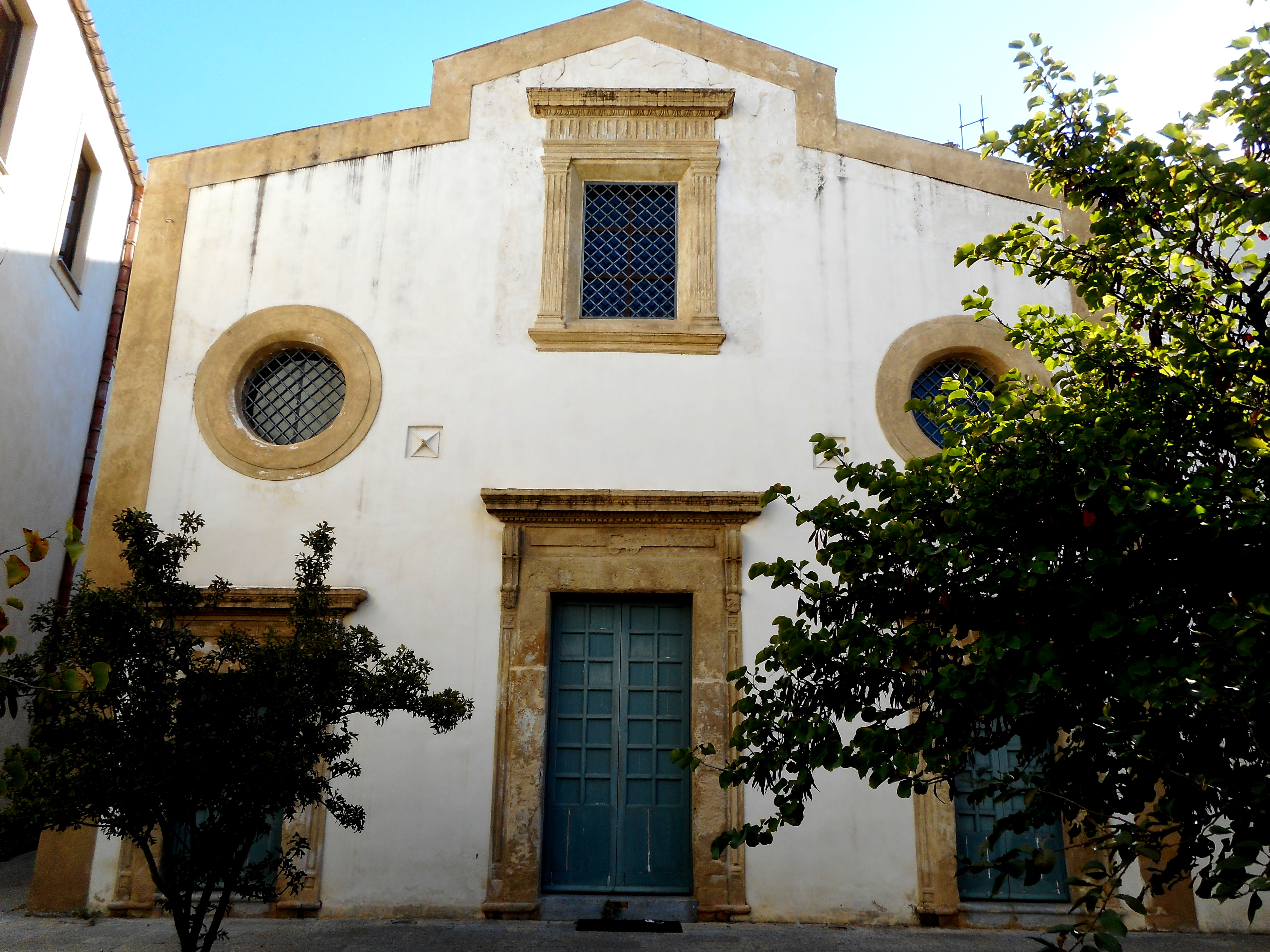
Santi Crispino e Crispiniano

- Prospetto settecentesco. Eretta nel XII sec. Inizialmente dedicata a S. Leonardo, cambiò nome dal XVII secolo dopo essere stata concessa alla Maestranza dei Calzolai[41].

## Compagnia di Gesù a Palermo
A Palermo furono fondate cinque Case ognuna delle quali con una funzione e una organizzazione ben precisa e distinta: il Noviziato, il Collegio o Domus Studiorum, la Domus propagationis, la Casa Professa e la Domus Exercitiorum Spiritualium. 

### Casa Professa
La prima Casa o Casa Madre o Casa Professa, costruita in via Ponticello a partire dal 1564.

### Collegio Massimo
La seconda Casa o Collegio Massimo o Domus Studiorum edificata a partire dal 1586 sul Cassaro, oggi Via Vittorio Emanuele II, e chiesa di Santa Maria della Grotta al Cassaro.

### Terza Casa
Noviziato del Santissimo Sacramento e chiesa di San Stanislao Kostka, fondata nel 1591 presso il Bastione d'Aragona e Porta Guccia.

### Quarta Casa
La quarta Casa o Casa di Terza Probazione o Domus propagationis e chiesa di San Francesco Saverio edificate tra il 1633 ed il 1710 al margine sud-occidentale.

### Quinta Casa

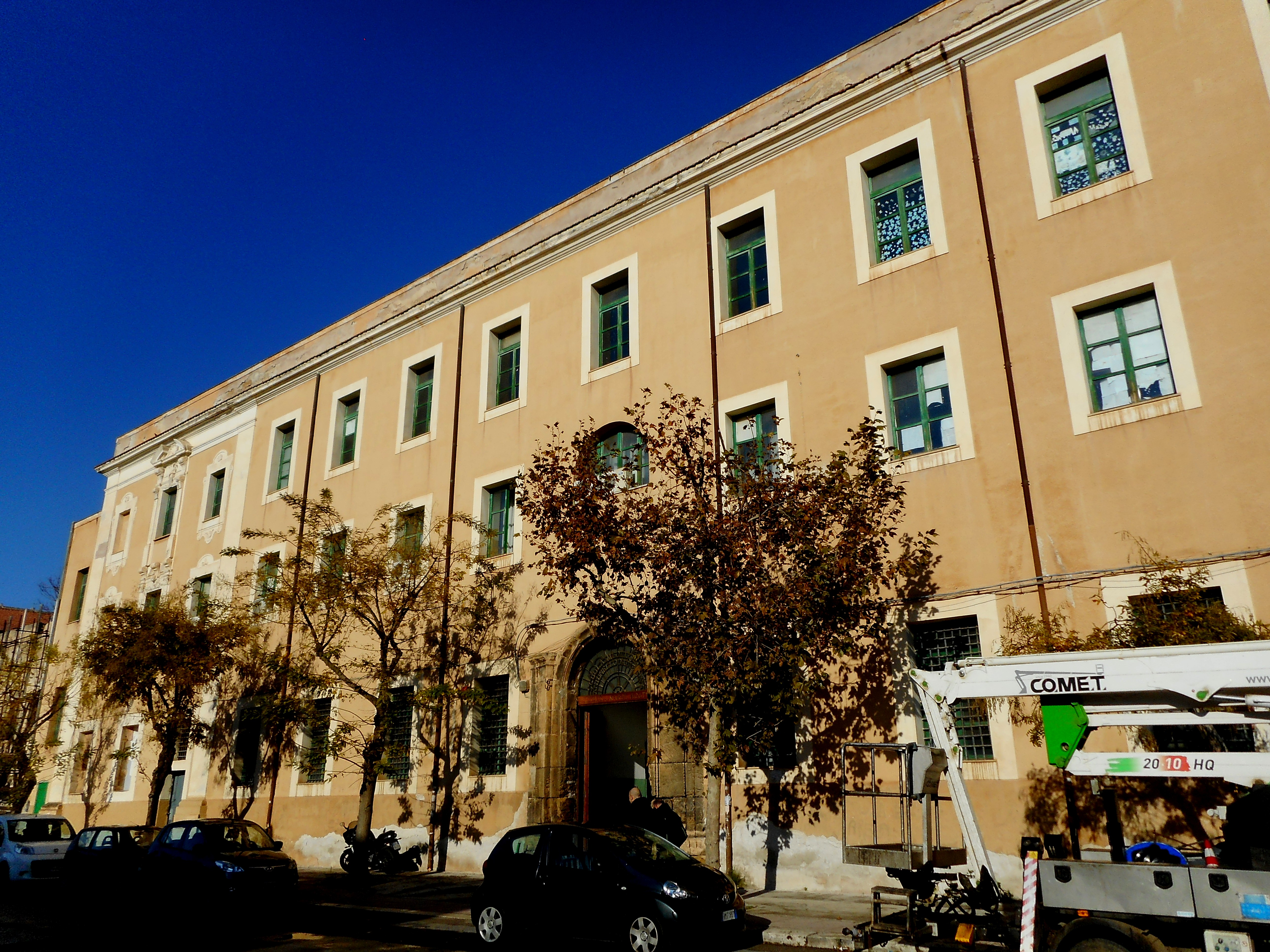
Quinta Casa al Molo.

La quinta Casa di Sant'Ignazio al Molo destinata agli esercizi spirituali o Domus Exercitiorum Spiritualium, costruita nel 1715 lungo la via del nuovo Molo. Dopo l'espulsione e la soppressione del 1767, l'edificio transitò al demanio statale che lo affidò alla Confederazione dell'oratorio di San Filippo Neri affinché vi svolgessero i loro esercizi spirituali. Nel 1774 le strutture sono destinate ad ospitare il quartiere di cavalleria, indi a casa di correzione, nel 1786 destinato nuovamente a quartiere militare. Oggi la struttura è adibita a scuola media.

### Altro
- Convitto di Villa Geraci ai Colli.
- Istituto Gonzaga
- Villa San Cataldo dei principi Galletti, noviziato, liceo e seminario per le Missioni Estere.

## Biblioteca di Casa Professa
La Biblioteca di Casa Professa fu inaugurata il 25 aprile 1775 come appendice della Biblioteca comunale, con sede nelle strutture dei gesuiti, espulsi per decreto regio nel 1767. Custodisce oltre al prezioso corpus di codici membranacei e cartacei, tutti manoscritti da eruditi palermitani compresi tra il Cinquecento e il Settecento, particolare interesse rivestono la preziosa scaffalatura lignea e i circa trecento ritratti di personaggi illustri per l'arte e la letteratura siciliana, realizzati in gran parte da Giuseppe Patania.
Un primo intervento è stato avviato nel settembre 1997 ed ultimato nel giugno 2005.

Un secondo intervento è stato avviato nel 2009 ed ultimato nel dicembre 2016.
- Sala Amari,
- Sale lignee "Schedari" e "Consultazione",
- Sala Cataloghi,
- Sale lettura storiche,
- Sala Preziosi e Rari,
- Emeroteca,
- Famedio con collezione di ritratti di Siciliani Illustri,
- Chiesa di San Michele Arcangelo, dal 1870 sottratta al culto e usata per custodire i depositi librari,
- Chiesa dei Santi Crispino e Crispiniano con i pertinenti spazi esterni e locali adiacenti.

## Feste religiose
- 8 settembre, Festa di Maria sotto il titolo di «Madonna della Grotta».